# 21 lutego
21 lutego jest 52. dniem w kalendarzu gregoriańskim. Do końca roku pozostało 313 (w latach przestępnych 314) dni.

## Święta
- Imieniny obchodzą: Eleonora, Eustacjusz, Feliks, Fortunat, Gumbert, Henryka, Kiejstut, Natalis, Pepin, Piotr, Robert, Sewerian, Wyszeniega i Wyszetrop.
- dawn. Cesarstwo rzymskie – Feralia
- Bangladesz – Dzień Męczenników
- Barbados – Dzień Rihanny[1]
- Międzynarodowe – Międzynarodowy Dzień Języka Ojczystego (UNESCO)
- Wspomnienia i święta w Kościele katolickim[2][3] obchodzą:
  - św. Eustacjusz z Antiochii (biskup i patriarcha)
  - św. Piotr Damiani (biskup i doktor Kościoła)
  - św. Robert Southwell (męczennik)

## Wydarzenia w Polsce
- 1440 – W Kwidzynie utworzono antykrzyżacki Związek Pruski.
- 1457 – Król Kazimierz IV Jagiellończyk kupił od księcia Jana IV Księstwo oświęcimskie.
- 1474 – Wojna polsko-węgierska: zawarto pokój w Spiskiej Starej Wsi, który nie zakończył jednak konfliktu o tron węgierski i czeski pomiędzy Jagiellonami a królem Węgier Maciejem Korwinem. Jesienią tego roku walki wybuchły ponownie.
- 1574 – W katedrze wawelskiej Henryk III Walezy został koronowany na pierwszego elekcyjnego króla Polski.
- 1699 – Klęska wojsk polskich w bitwie pod Martynowem z Tatarami.
- 1794 – Rada Nieustająca na polecenie rosyjskiego posła Osipa Igelströma uchwaliła redukcję wojska Rzeczypospolitej o połowę oraz przymusowy werbunek zredukowanych do armii rosyjskiej i pruskiej, co stało się bezpośrednią przyczyną wybuchu 12 marca insurekcji kościuszkowskiej.
- 1846 – Wybuchło powstanie krakowskie.
- 1861 – Założono Centralne Towarzystwo Gospodarcze dla Wielkiego Księstwa Poznańskiego.
- 1863 – Powstanie styczniowe: porażka powstańców w I bitwie pod Nową Wsią.
- 1864 – Powstanie styczniowe: porażka powstańców w bitwie pod Opatowem.
- 1919 – Założono klub sportowy Szombierki Bytom.
- 1921 – Wprowadzono poprawki do francusko-polskiego paktu sojuszniczego, uściślającej jego skierowanie przeciw wszelkiemu niebezpieczeństwu ze strony ZSRR lub Niemiec.
- 1937:
  - Powstał Obóz Zjednoczenia Narodowego.
  - Rozpoczął się III Międzynarodowy Konkurs Pianistyczny im. Fryderyka Chopina.
- 1942 – W nocy z 20 na 21 lutego 12 żołnierzy AK i 5 mieszkańców Chwaliszewa podpaliło magazyny w poznańskim porcie rzecznym, w których Niemcy przechowywali żywność i umundurowanie (akcja „Bollwerk”).
- 1944:
  - Niemcy dokonali pacyfikacji Ryczowa koło Ogrodzieńca, zabijając 12 mężczyzn na miejscu i 3 w Pilicy.
  - Rzeź wołyńska: ukraińscy bojówkarze dostali się podstępem do klasztoru karmelitów bosych w Wiśniowcu i dokonali masakry zakonników i około 180 ukrywających się tam Polaków.
  - W Warszawie miał miejsce nieudany zamach AK na Wilhelma Leitgebera, podoficera Sicherheitspolizei odkomenderowanego do warszawskiego I komisariatu niemieckiej policji kryminalnej (Kriminalpolizei).
- 1945:
  - Armia Czerwona zajęła Czersk tracąc ponad 1100 żołnierzy.
  - Komisja Główna Rady Jedności Narodowej na posiedzeniu w Podkowie Leśnej stwierdziła, że powzięte podczas konferencji jałtańskiej postanowienia, bez udziału i zgody przedstawicieli Państwa Polskiego, narzucają Polsce ciężkie i krzywdzące warunki. Protestując przeciwko jednostronności tych postanowień RJN zmuszona jest zastosować się do nich. Gen. Leopold Okulicki poinformował Radę, że masowe aresztowania NKWD na wschód od Wisły objęły ponad 30 tys. członków AK (z tego 15 tys. na Lubelszczyźnie i 12 tys. Białostocczyźnie).
- 1946 – Utworzono Ochotniczą Rezerwę Milicji Obywatelskiej (ORMO).
- 1947 – Dowódca oddziału antykomunistycznej partyzantki Józef Kuraś ps. „Ogień”, po otoczeniu przez grupę operacyjną KBW w Ostrowsku koło Nowego Targu i nieudanych próbach wydostania się z okrążenia, usiłował popełnić samobójstwo na strychu jednej z wiejskich chałup. Zmarł tuż po północy 22 lutego w szpitalu w Nowym Targu.
- 1955 – Otwarto nowy gmach Filharmonii Narodowej w Warszawie.
- 1962 – Na szlaku Babiak-Lipie Góry w Wielkopolsce, w momencie mijania się pociągu prowadzonego parowozem Ty246-17 z pociągiem pośpiesznym nastąpiła eksplozja kotła w parowozie. Zginęła drużyna parowozowa a kilkunastu pasażerów pociągu pośpiesznego zostało rannych.
- 1969 – Premiera komedii filmowej Człowiek z M-3 w reżyserii Leona Jeannota.
- 1970 – Ukazał się album 70a grupy Breakout.
- 1974 – 8 górników zginęło wskutek tąpnięcia w KWK „Szombierki” w Bytomiu.
- 1975 – Premiera filmu Ziemia obiecana w reżyserii Andrzeja Wajdy.
- 1983 – Premiera filmu Karate po polsku w reżyserii Wojciecha Wójcika.
- 1987 – Na terenie FSO w Warszawie spłonął magazyn wysokiego składowania. Przyczyną pożaru było podpalenie.
- 1990:
  - Komitet Obrony Kraju przyjął doktrynę obronną RP.
  - Na Dolnym Śląsku i ziemi lubuskiej temperatura osiągnęła najwyższą wartość w lutym w historii pomiarów. We Wrocławiu i w Legnicy zanotowano +19,7 °C, w Jeleniej Górze +19,5 °C, a w Zielonej Górze +19,0 °C.
- 1998 – W Poznaniu odbyło się spotkanie przywódców państw Trójkąta Weimarskiego.
- 2005 – W swym mieszkaniu w Warszawie został zamordowany malarz Zdzisław Beksiński.

## Wydarzenia na świecie

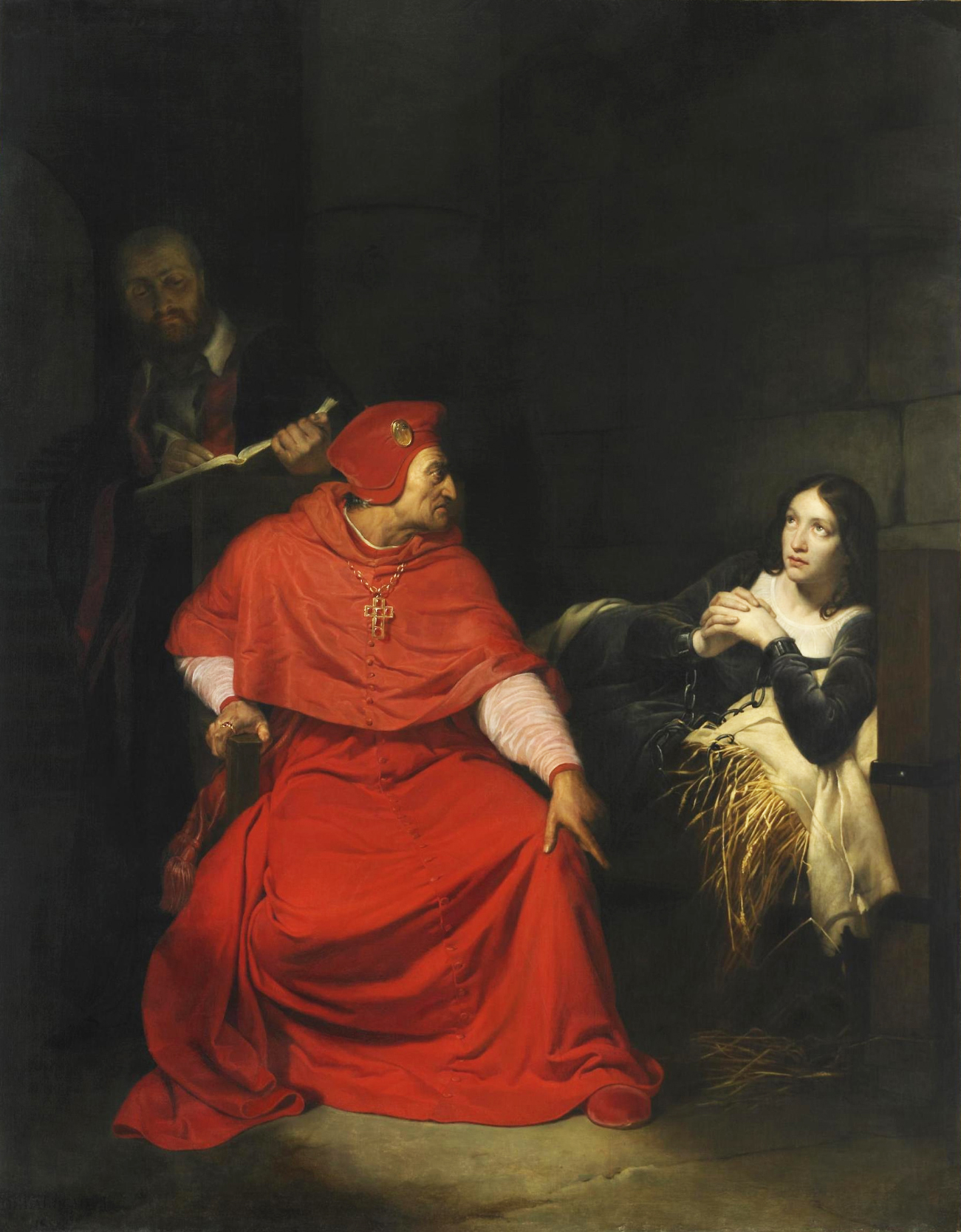
Przesłuchanie Joanny d’Arc na obrazie Paula Delaroche

- 214 p.n.e. – Kōgen został cesarzem Japonii.
- 362 – Po śmierci cesarza Konstancjusza II biskup Atanazy Wielki powrócił z wygnania na pustyni do Aleksandrii.
- 537 – Początek oblężenia Rzymu przez Gotów.
- 1173 – Tomasz Becket został kanonizowany przez papieża Aleksandra III.
- 1242 – Go-Saga został cesarzem Japonii.
- 1322 – Karol IV Piękny został koronowany w katedrze w Reims na króla Francji.
- 1431 – Przed kościelnym sądem biskupim we francuskim Rouen rozpoczął się proces Joanny d’Arc.
- 1543 – Połączone wojska etiopskie i portugalskie pokonały muzułmanów w bitwie pod Wayna Daga.
- 1605 – Stefan Bocskay został wybrany przez Sejm siedmiogrodzki w Medgyes na księcia Siedmiogrodu i Węgier.
- 1613 – Michał I Romanow został wybrany na cara Rosji.
- 1632 – Galileusz opublikował Dialog o dwóch najważniejszych systemach świata: ptolemeuszowym i kopernikowym.
- 1696 – Patriarcha Moskwy i całej Rusi Adrian doznał udaru mózgu, w wyniku czego został częściowo spraliżowany.
- 1795 – Francuskie Zgromadzenie Narodowe uchwaliło rozdział Kościoła od państwa i wolność kultów religijnych.
- 1797 – Brytyjczycy zajęli wyspę Trynidad.
- 1804 – Pierwsza lokomotywa parowa konstrukcji Richarda Trevithicka weszła do regularnej eksploatacji, ciągnąc pociąg z 70 pasażerami na odcinku 16 km z huty Penydarren w Merthyr Tydfil do Abercynon (Walia).
- 1808 – Wojska rosyjskie wtargnęły do zajmowanej przez Szwecję Finlandii – początek tzw. wojny fińskiej.
- 1816 – Następca holenderskiego tronu książę Wilhelm poślubił Annę Romanową.
- 1848 – Karl Marx i Friedrich Engels ogłosili w Londynie Manifest komunistyczny.
- 1849 – Podczas drugiej wojny z Sikhami armia brytyjska odniosła zwycięstwo w bitwie pod Gujrat
- 1858 – Trzęsienie ziemi zniszczyło miasto Korynt na Peloponezie.
- 1862 – Wojna secesyjna: zwycięstwo Konfederatów w bitwie pod Valverde.
- 1878 – W New Haven w stanie Connecticut wydano pierwszą na świecie książkę telefoniczną.
- 1879 – Jakub Chan został emirem Afganistanu.
- 1880 – Ladislav Pejačević został banem Chorwacji.
- 1883:
  - Jules Ferry został premierem Francji.
  - W Litwie Mniejszej ukazało się pierwsze w języku litewskim czasopismo „Aušra”.
- 1893 – Założono Argentyński Związek Piłki Nożnej (AFA).
- 1900 – Miasto Nowy Jork podpisało umowę z przedsiębiorstwem Rapid Transit Construction Company na budowę pierwszej linii metra.
- 1901:
  - Albert Einstein otrzymał obywatelstwo szwajcarskie.
  - Okupowana przez Amerykanów Kuba proklamowała niepodległość.
  - Zwodowano brytyjski krążownik pancerny HMS „Good Hope“.
- 1905 – Zwodowano brytyjski transatlantyk RMS „Carmania”.
- 1907 – Brytyjski statek pasażerski SS „Berlin” zatonął podczas sztormu u wejścia do holenderskiego portu Hoek van Holland, w wyniku czego zginęło 128 spośród 144 osób na podkładzie.
- 1910 – Założono Meksykański Czerwony Krzyż.
- 1911:
  - Na trzy miesiące przed śmiercią austriacki kompozytor i dyrygent Gustav Mahler poprowadził w Filharmonii Nowojorskiej swój ostatni koncert.
  - Premiera amerykańskiego filmu niemego Opowieść o dwóch miastach w reżyserii Williama Humphreya.
  - USA i Japonia podpisały w Waszyngtonie traktat o handlu i nawigacji.
- 1912:
  - W szkole pilotażu Francuza Louisa Blériota pierwsi piloci Sił Powietrznych Imperium Osmańskiego otrzymali licencje lotnicze.
  - Zakończono drążenie tunelu pod górą Jungfrau w szwajcarskich Alpach Berneńskich, przez który przebiega wąskotorowa kolej zębata łącząca stację Kleine Scheidegg z przełęczą Jungfraujoch, będąca najwyżej położoną linią kolejową w Europie.
- 1916 – I wojna światowa: rozpoczęła się niemiecko-francuska bitwa o Verdun.
- 1917 – W Kijowie rozpoczęto formowanie Dywizji Strzelców Polskich[4].
- 1918 – W ogrodzie zoologicznym w amerykańskim Cincinnati padła ostatnia papuga karolińska.
- 1919 – W Monachium został zastrzelony premier Bawarii Kurt Eisner.
- 1920:
  - Wojna domowa w Rosji: Armia Czerwona zajęła Archangielsk.
  - Wyspa Marinduque została ustanowiona odrębną prowincją Filipin.
- 1921:
  - Przyszły szach Iranu Reza Pahlawi wkroczył do Teheranu na czele 2 tys. żołnierzy z Brygady Kozackiej, dokonując aresztowań wszystkich członków rządu. Jednocześnie przedstawił ultimatum szachowi Ahmadowi Kadżarowi, zgodnie z którym nowym premierem miał zostać Sejjed Zijaoddin Tabatabaji, a on sam dowódcą Brygady Kozackiej.
  - Uchwalono konstytucję Demokratycznej Republiki Gruzji.
- 1922 – W katastrofie i pożarze wypełnionego wodorem sterowca „Roma” w Norfolk w amerykańskim stanie Wirginia zginęły 34 osoby, a 8 odniosło obrażenia.
- 1925 – Ukazało się pierwsze wydanie tygodnika „The New Yorker”.
- 1927 – W Berlinie odbyła się premiera operetki Carewicz z muzyką Franza Lehára i librettem Beli Jenbacha i Heinza Reicherta na podstawie sztuki Gabrieli Zapolskiej pod tym samym tytułem.
- 1929 – Francja odmówiła przyznania azylu politycznego Lwu Trockiemu.
- 1930 – Camille Chautemps został premierem Francji.
- 1933 – W Niemczech utworzono sądy specjalne.
- 1934 – Augusto Sandino, lider nikaraguańskich rebeliantów walczących z wojskami amerykańskimi, został zamordowany przez oddziały rządowe.
- 1938 – Edward Wood został ministrem spraw zagranicznych Wielkiej Brytanii.
- 1939 – Zwodowano brytyjski pancernik HMS „King George V”.
- 1940 – Zainaugurowała działalność amerykańska telewizyjna sieć informacyjna NBC News.
- 1943 – Bitwa o Atlantyk: na północ od Azorów brytyjski bombowiec Liberator zatopił bombami głębinowymi niemiecki okręt podwodny U-623 wraz z całą, 46-osobową załogą.
- 1944 – W forcie Mont Valérien w Suresnes koło Paryża rozstrzelano 22 członków francuskiego ruchu oporu z tzw. grupy Manukiana.
- 1945 – Front wschodni: Armia Czerwona zajęła Koszyce na Słowacji.
- 1946 – W Hamburgu ukazało się pierwsze wydanie dziennika „Die Zeit”.
- 1947 – W Nowym Jorku zaprezentowano aparat do fotografii błyskawicznej Polaroid.
- 1948 – W USA została założona Narodowa Organizacja Wyścigów Samochodów Seryjnych (NASCAR).
- 1949 – Albania została członkiem RWPG.
- 1952 – 5 studentów zginęło w Dhace podczas demonstracji za nadaniem językowi bengalskiemu statusu języka urzędowego w Pakistanie Wschodnim (obecnie Bangladesz).
- 1958 – W Egipcie i Syrii odbyło się referendum, które większością 99,9% głosów zatwierdziło powstanie federacji obu krajów pod nazwą Zjednoczona Republika Arabska.
- 1960:
  - Elwira Seroczyńska zdobyła srebrny, a Helena Pilejczyk brązowy medal w wyścigu łyżwiarskim na dystansie 1500 m podczas VIII Zimowych Igrzysk Olimpijskich w amerykańskim Squaw Valley.
  - Viggo Kampmann został premierem Danii.
- 1961 – Założono największe brazylijskie linie lotnicze TAM.
- 1962 – W Zurychu odbyła się premiera sztuki Fizycy Friedricha Dürrenmatta.
- 1965 – Czarnoskóry przywódca Malcolm X został zastrzelony podczas wiecu w Nowym Jorku.
- 1970 – 47 osób zginęło w wyniku wybuchu bomby na pokładzie samolotu linii Swissair lecącego z Zurychu do Tel Awiwu.
- 1971 – W Wiedniu podpisano konwencję o substancjach psychotropowych.
- 1972 – Prezydent USA Richard Nixon rozpoczął tygodniową wizytę w Chinach.
- 1973:
  - Izraelskie myśliwce zestrzeliły nad półwyspem Synaj samolot pasażerski należący do Libyan Airlines, w wyniku czego zginęło 108 osób.
  - W stolicy Laosu Wientianie podpisano porozumienie między rządem a komunistycznymi rebeliantami z Pathet Lao.
- 1974 – Ostatnie oddziały izraelskie wycofały się z zachodniego brzegu Kanału Sueskiego.
- 1976 – W szwedzkiej miejscowości Örnsköldsvik rozpoczęły się I Zimowe Igrzyska Paraolimpijskie.
- 1978 – Robotnicy kładący linię elektryczną pod jedną z ulic w mieście Meksyk natrafili na Kamień Coyolxauhqui, leżący u podnóża niegdysiejszego Templo Mayor, głównej świątyni azteckiej stolicy Tenochtitlán.
- 1978 – Józef Łuszczek został pierwszym polskim narciarskim mistrzem świata, wygrywając bieg na 15 km podczas zawodów w fińskim Lahti.
- 1980 – Kennedy Simonds został premierem Saint Kitts i Nevis.
- 1989 – Sultan Ali Kesztmand został premierem Afganistanu.
- 1990 – Premiera francusko-włoskiego filmu sensacyjnego Nikita w reżyserii Luca Bessona.
- 1992:
  - Na mocy rezolucji 743 Rady Bezpieczeństwa ONZ powstały siły pokojowe UNPROFOR, których celem było powstrzymanie eskalacji konfliktu na terenie byłej Jugosławii.
  - Premiera amerykańskiej komedii filmowej Stój, bo mamuśka strzela w reżyserii Rogera Spottiswoode’a.
  - Władze chińskie po raz pierwszy dopuściły zagranicznych inwestorów do uczestnictwa w handlu na giełdzie papierów wartościowych w Szanghaju.
- 1993 – Ukrainiec Serhij Bubka ustanowił w Doniecku halowy rekord świata w skoku o tyczce (6,15 m).
- 1994:
  - Pod zarzutem szpiegostwa na rzecz ZSRR i Rosji został aresztowany oficer CIA Aldrich Ames.
  - W zakładach w Georgetown w stanie Kentucky rozpoczęto produkcję samochodu osobowego Toyota Avalon.
  - Została zatwierdzona oficjalnie granica białorusko-łotewska.
- 1995:
  - 96 fundamentalistów islamskich zginęło podczas dwudniowego buntu w więzieniu Serkadji w Algierze.
  - Amerykański miliarder Steve Fossett po wylądowaniu w Kanadzie został pierwszym człowiekiem, który samotnie przeleciał balonem nad Pacyfikiem.
  - Białoruś i Rosja podpisały Umowę o przyjaźni, dobrosąsiedztwie i współpracy.
- 1999 – Premierzy Pakistanu i Indii podpisali w Lahore deklarację o zakończeniu prób nuklearnych.
- 2003 – Chorwacja złożyła aplikację o członkostwo w UE.
- 2004:
  - Co najmniej 337 osób zginęło w ataku rebeliantów z Armii Bożego Oporu na obóz uchodźców na północy Ugandy.
  - Na kongresie w Rzymie została założona Europejska Partia Zielonych.
- 2005 – Izrael zwolnił 500 więźniów palestyńskich.
- 2007 – Premier Włoch Romano Prodi podał się do dymisji po przegraniu głosowania w Senacie na temat dalszego zaangażowania militarnego w Afganistanie i rozbudowy amerykańskiej bazy wojskowej w Vicenzy.
- 2008:
  - 46 osób zginęło w katastrofie samolotu ATR 42 w Wenezueli.
  - Kilka biur w amerykańskiej ambasadzie w Belgradzie zostało podpalonych przez tłum demonstrujący przeciwko niepodległości Kosowa.
- 2009:
  - 12 osób zginęło, a 25 zostało rannych w wyniku zderzenia autobusu z pociągiem na przejeździe we wsi Polomka koło Brezna na Słowacji.
  - Justyna Kowalczyk podczas Mistrzostw Świata w Narciarstwie Klasycznym w czeskim Libercu zdobyła złoty medal w narciarskim biegu łączonym.
- 2012:
  - Abd Rabbuh Mansur Hadi jako jedyny kandydat został wybrany w głosowaniu powszechnym na prezydenta Jemenu.
  - Członkinie grupy Pussy Riot zorganizowały podczas nabożeństwa w moskiewskim soborze Chrystusa Zbawiciela happening wymierzony w premiera Władimira Putina i prawosławnych duchownych.
- 2014 – Euromajdan: po negocjacjach między zachodnimi mediatorami, opozycją a prezydentem Wiktorem Janukowyczem podpisano porozumienie przewidujące m.in. ograniczenie praw prezydenta do tych z konstytucji z 2004 roku, stworzenie nowego rządu w ciągu 10 dni i wcześniejsze wybory prezydenckie, które miałyby się odbyć do grudnia 2014 roku. Porozumienie zostało odrzucone przez działaczy Prawego Sektora, którzy zapowiedzieli walkę aż do usunięcia z urzędu prezydenta. Wieczorem Janukowycz ze swymi współpracownikami uciekł do Charkowa.
- 2016 – W referendum w Boliwii większość głosujących odrzuciła poprawkę do konstytucji, która umożliwiałaby prezydentowi i wiceprezydentowi trzecie kadencje rządów.
- 2018 – W swym domu w Veľkej Mačy na Słowacji zostali zastrzeleni dziennikarz śledczy Ján Kuciak i jego narzeczona Martina Kušnirova.
- 2019 – Askar Mamin został premierem Kazachstanu.
- 2020 – Potwierdzono pierwszy śmiertelny przypadek pandemii COVID-19 we Włoszech.
- 2022 – Federacja Rosyjska uznała niepodległość Donieckiej Republiki Ludowej oraz Ługańskiej Republiki Ludowej[5].

## Eksploracja kosmosu
- 1972 – Radziecka sonda Łuna 20 wylądowała na Księżycu.
- 2006 – Został wyniesiony na orbitę japoński teleskop promieniowania podczerwonego AKARI.
- 2008 – Uszkodzony satelita szpiegowski USA 193 został zestrzelony przez krążownik USS „Lake Erie”.

## Urodzili się
- 711 – Su Zong, cesarz Chin (zm. 762)
- 1296 – Małgorzata Przemyślidka, królewna czeska, księżna brzesko-legnicka (zm. 1322)
- 1397 – Izabela Aviz, infantka portugalska, księżna Burgundii (zm. 1471)
- 1413 – Ludwik I, książę Sabaudii i Piemontu, hrabia Aosty i Maurienne (zm. 1465)
- 1484 – Joachim I Nestor, elektor Brandenburgii (zm. 1535)
- 1490 – Hans Dürer, niemiecki malarz, rysownik, grafik (zm. ok. 1538)
- 1499 – Edmund Tudor, książę angielski (zm. 1500)
- 1500 – Mâhidevrân, konkubina Sulejmana Wspaniałego (zm. 1581)
- 1556 – Sethus Calvisius, niemiecki kompozytor (zm. 1615)
- 1591 – Gérard Desargues, francuski matematyk, architekt (zm. 1661)
- 1609 – Raimondo Montecuccoli, austriacki dowódca wojskowy (zm. 1680)
- 1622 – Camillo Francesco Maria Pamphili, włoski kardynał (zm. 1666)
- 1651 – Sylwiusz Wirtemberski, książę oleśnicki (zm. 1697)
- 1655 – Tichon (Woinow), rosyjski biskup prawosławny (zm. 1724)
- 1665 – Benedikt Anton Aufschnaiter, austriacki kompozytor (zm. 1742)
- 1675 – Franz Xaver Josef von Unertl, bawarski polityk (zm. 1750)
- 1684 – Justus van Effen, holenderski pisarz, tłumacz, dziennikarz (zm. 1735)
- 1700 – Ludwik Ignacy Riaucour, polski duchowny katolicki pochodzenia francuskiego, biskup pomocniczy łucki (zm. 1777)
- 1705 – Edward Hawke, brytyjski admirał, polityk (zm. 1781)
- 1728 – Piotr III Romanow, car Rosji (zm. 1762)
- 1770 – Georges Mouton, francuski generał, marszałek i par Francji (zm. 1838)
- 1779 – Friedrich Carl von Savigny, niemiecki prawnik, filozof prawa, wykładowca akademicki (zm. 1861)
- 1791 – Carl Czerny, austriacki kompozytor, pianista, pedagog pochodzenia czeskiego (zm. 1857)
- 1794 – Antonio López de Santa Anna, meksykański generał, polityk, prezydent Meksyku (zm. 1876)
- 1801 – Jan Henryk Newman, brytyjski kardynał, filozof, teolog, pisarz, błogosławiony (zm. 1890)
- 1804 – Józef Supiński, polski ekonomista, uczestnik powstania listopadowego (zm. 1893)
- 1809 – Teofil Kwiatkowski, polski malarz (zm. 1891)
- 1816 – Józef Michał Poniatowski, polski kompozytor, śpiewak, polityk i dyplomata francuski (zm. 1873)
- 1817 – José Zorrilla, hiszpański poeta, dramaturg (zm. 1893)
- 1820:
  - Hermogen (Dobronrawin), rosyjski biskup prawosławny (zm. 1893)
  - Apollo Korzeniowski, polski prozaik, poeta, dramaturg (zm. 1869)
  - Alois Pražák, czeski baron, prawnik, polityk (zm. 1901)
- 1821 – Rachel Félix, francuska aktorka pochodzenia żydowskiego (zm. 1858)
- 1822 – Richard Bourke, brytyjski arystokrata, polityk (zm. 1872)
- 1823 – Eduard Oscar Schmidt, niemiecki zoolog, wykładowca akademicki (zm. 1886)
- 1826 – Otto Helm, niemiecki farmaceuta, kolekcjoner, chemik (zm. 1902)
- 1831 – Henri Meilhac, francuski dramaturg, librecista (zm. 1897)
- 1836 – Léo Delibes, francuski kompozytor (zm. 1891)
- 1841 – Hugo Licht, niemiecki architekt, budowniczy (zm. 1923)
- 1844 – Charles-Marie Widor, francuski organista, kompozytor (zm. 1937)
- 1846 – Adam Sierakowski, polski hrabia, ziemianin, polityk (zm. 1912)
- 1850 – Arthur Gundaccar von Suttner, austriacki baron, pisarz (zm. 1902)
- 1851 – Thomas Sterling, amerykański polityk, senator (zm. 1930)
- 1852 – Brander Matthews, amerykański literaturoznawca, teatrolog, wykładowca akademicki (zm. 1929)
- 1855 – Félix Resurrección Hidalgo, hiszpański malarz (zm. 1913)
- 1856:
  - Hendrik Petrus Berlage, holenderski architekt (zm. 1934)
  - Maurycy Gottlieb, polski malarz pochodzenia żydowskiego (zm. 1879)
  - Leon Mieczysław Zawiejski, polski rzeźbiarz (zm. 1933)
- 1858 – Oldfield Thomas, brytyjski zoolog, muzealnik (zm. 1929)
- 1859:
  - Michaił Rodzianko, rosyjski polityk (zm. 1924)
  - Gertrud Staats, niemiecka malarka (zm. 1938)
- 1861 – Alfredo Zayas, kubański adwokat, poeta, polityk, prezydent Kuby (zm. 1934)
- 1866:
  - August von Wassermann, niemiecki bakteriolog, wykładowca akademicki (zm. 1925)
  - Eugeniusz Waśkowski, polski prawnik, wykładowca akademicki (zm. 1942)
- 1867:
  - Edvart Christensen, norweski żeglarz sportowy (zm. 1921)
  - Jan Offenberg, polski lekarz, działacz niepodległościowy i społeczny (zm. 1953)
- 1868:
  - Félix Granda, hiszpański duchowny katolicki, malarz, rzeźbiarz, złotnik (zm. 1954)
  - Ernest Roberts, australijski polityk pochodzenia brytyjskiego (zm. 1913)
- 1869 – Firmin Gémier, francuski aktor, reżyser teatralny (zm. 1933)
- 1871:
  - Ferdynand Kuraś, polski poeta ludowy, pamiętnikarz, publicysta (zm. 1929)
  - Kazimierz Nosalewski, polski duchowny katolicki, polityk, senator RP (zm. 1947)
- 1875:
  - Jeanne Calment, francuska superstulatka (zm. 1997)
  - Louis Huybrechts, belgijski żeglarz sportowy (zm. 1963)
- 1876 – Joseph Meister, Francuz, pierwszy człowiek u którego skutecznie zastosowano szczepienie przeciwko wściekliźnie (zm. 1940)
- 1877 – Félix Paiva, paragwajski prawnik, polityk, wiceprezydent i prezydent Paragwaju (zm. 1965)
- 1879 – Walter Drake, nowozelandzki rugbysta (zm. 1941)
- 1880 – Maciej Jargoń, polski kowal, działacz niepodległościowy (zm. 1955)[6]
- 1881 – Waldemar Bonsels, niemiecki pisarz (zm. 1952)
- 1882:
  - Emory Bogardus, amerykański socjolog, wykładowca akademicki (zm. 1973)
  - Jan Kilarski, polski matematyk, fizyk, wykładowca akademicki, krajoznawca, dziennikarz (zm. 1951)
  - Mykolas Sleževičius, litewski prawnik, dziennikarz, polityk, premier Litwy (zm. 1939)
  - Bill Tuttle, amerykański pływak, piłkarz wodny (zm. 1930)
- 1883 – Jurij Azariewicz, rosyjski porucznik, emigracyjny działacz kombatancki (zm. 1956)
- 1885:
  - Sacha Guitry, francuski aktor, reżyser filmowy (zm. 1957)
  - Antoni Plutyński, polski historyk, ekonomista, działacz polityczny (zm. 1960)
- 1886 – France Stelè, słoweński historyk sztuki, konserwator, wykładowca akademicki (zm. 1972)
- 1887:
  - Feliks Yuste Cava, hiszpański duchowny katolicki, męczennik, błogosławiony (zm. 1936)
  - Maude Farris-Luse, amerykańska superstulatka (zm. 2002)
- 1888 – José Félix Estigarribia, paragwajski generał, polityk, prezydent Paragwaju (zm. 1940)
- 1891:
  - Francesco Loi, włoski gimnastyk (zm. 1977)
  - Kazimierz Szosland, polski major kawalerii, jeździec sportowy (zm. 1944)
- 1892 – Franciszek Szymczyk, polski kolarz torowy, działacz sportowy (zm. 1976)
- 1893 – Andrés Segovia, hiszpański gitarzysta (zm. 1987)
- 1895:
  - Henrik Dam, duński lekarz, biochemik, fizjolog, wykładowca akademicki, laureat Nagrody Nobla (zm. 1976)
  - Szmul Zygielbojm, polski polityk, związkowiec, dziennikarz pochodzenia żydowskiego (zm. 1943)
- 1897:
  - Jerzy Leporowski, polski kupiec, taternik (zm. 1928)
  - Celia Lovsky, amerykańska aktorka pochodzenia rosyjskiego (zm. 1979)
  - Franciszek Łukaszczyk, polski onkolog, wykładowca akademicki (zm. 1956)
- 1899:
  - Bernard Griffin, brytyjski duchowny katolicki, arcybiskup Westminster, prymas Anglii i Walii (zm. 1956)
  - Edwin L. Marin, amerykański reżyser filmowy (zm. 1951)
- 1900:
  - Józef Adamek, polski piłkarz, trener (zm. 1974)
  - Madeleine Renaud, francuska aktorka (zm. 1994)
- 1901:
  - Emilio Comici, włoski alpinista (zm. 1940)
  - Albert Dupouy, francuski rugbysta (zm. 1973)
  - Pierre Lewden, francuski lekkoatleta, skoczek wzwyż (zm. 1989)
  - Henri Peyre, francuski teoretyk i historyk literatury, romanista, wykładowca akademicki (zm. 1988)
- 1902:
  - Lorna Hill, brytyjska pisarka (zm. 1991)
  - Stanisław Turski, polski rolnik, polityk, poseł na Sejm PRL (zm. 1992)
- 1903:
  - Anaïs Nin, francuska pisarka (zm. 1977)
  - Raymond Queneau, francuski pisarz (zm. 1976)
- 1904 – Aleksiej Kosygin, radziecki polityk, premier ZSRR (zm. 1980)
- 1905 – Lew Atamanow, rosyjski reżyser filmów animowanych (zm. 1981)
- 1906 – Marta Lubecka, polska wszechstronna lekkoatletka (zm. 1985)
- 1907:
  - W.H. Auden, brytyjski pisarz (zm. 1973)
  - Zygmunt Walter-Janke, polski generał brygady (zm. 1990)
- 1908:
  - Maksymilian Binkiewicz, polski duchowny katolicki, męczennik, błogosławiony (zm. 1942)
  - Hans Ertl, niemiecki operator filmowy, fotograf (zm. 2000)
- 1909:
  - Hans Erni, szwajcarski malarz, grafik, projektant, rzeźbiarz (zm. 2015)
  - Auguste Jordan, austriacko-francuski piłkarz, trener (zm. 1990)
  - Zygfryd Kujawski, polski polityk, prezydent Gorzowa Wielkopolskiego (zm. 1967)
  - Aleksandra Snieżko-Błocka, rosyjska reżyserka filmów animowanych (zm. 1980)
  - Frank Wels, holenderski piłkarz (zm. 1982)
- 1910:
  - Douglas Bader, brytyjski pilot wojskowy, as myśliwski (zm. 1982)
  - Helena Hartwig, polska artystka fotograf (zm. 1998)
  - Aleksander Schillak, polski inżynier hutnik (zm. 1982)
- 1911:
  - Szilard Bogdanffy, rumuński duchowny katolicki, biskup pomocniczy Satu Mare, błogosławiony pochodzenia węgierskiego (zm. 1953)
  - Zygmunt Śmigiel, polski żużlowiec (zm. 1990)
- 1912 – Nikita Magaloff, gruziński pianista (zm. 1992)
- 1913:
  - Benjamin Bloom, amerykański psycholog, pedagog (zm. 1999)
  - Roger Laurent, belgijski kierowca i motocyklista wyścigowy (zm. 1997)
- 1914:
  - Ilmari Juutilainen, fiński pilot wojskowy, as myśliwski (zm. 1999)
  - Zachary Scott, amerykański aktor (zm. 1965)
- 1915:
  - Godfrey Brown, brytyjski lekkoatleta, sprinter (zm. 1995)
  - Anna Rutkowska-Płachcińska, polska historyk, wykładowczyni akademicka (zm. 2008)
  - Ann Sheridan, amerykańska aktorka (zm. 1967)
- 1916 – Alfred Wiśniewski, polski rzeźbiarz, pedagog (zm. 2011)
- 1917:
  - Lucille Bremer, amerykańska aktorka (zm. 1996)
  - Tadd Dameron, amerykański pianista i kompozytor jazzowy (zm. 1965)
  - Victor Marijnen, holenderski prawnik, polityk (zm. 1975)
  - Kazimierz Seko, polski fotografik (zm. 2006)
- 1918:
  - Ksawera Barańska, polska rolniczka, polityk, poseł na Sejm PRL (zm. 2010)
  - Frano Ilia, albański duchowny katolicki, arcybiskup Szkodry (zm. 1997)
- 1919 – Henryk Burzec, polski rzeźbiarz (zm. 2005)
- 1920:
  - Piotr Dołgow, radziecki spadochroniarz doświadczalny, instruktor (zm. 1962)
  - Leo Scheffczyk, niemiecki kardynał, teolog (zm. 2005)
- 1921:
  - Róbert Antal, węgierski piłkarz wodny pochodzenia żydowskiego (zm. 1995)
  - Antonio María Javierre Ortas, hiszpański kardynał (zm. 2007)
  - Harald Kanepi, estoński bokser (zm. 1975)
  - Zdeněk Miler, czeski rysownik, reżyser filmów animowanych (zm. 2011)
  - Tadeusz Nawrot, polski działacz niepodległościowy (zm. 1943)
  - John Rawls, amerykański filozof polityczny, wykładowca akademicki (zm. 2002)
- 1922:
  - Louis DeSimone, amerykański duchowny katolicki, biskup pomocniczy Filadelfii (zm. 2018)
  - Pierre Hadot, francuski filozof, wykładowca akademicki (zm. 2010)
  - Rudolf Illovszky, węgierski piłkarz, trener (zm. 2008)
  - Andrzej Porajski, polski generał brygady (zm. 1982)
  - Wiktor Tołkin, polski rzeźbiarz, architekt (zm. 2013)
- 1923:
  - Erik Amdrup, duński chirurg, pisarz (zm. 1998)
  - Zdzisław Cegłowski, polski związkowiec, polityk, poseł na Sejm PRL (zm. 1991)
  - Charles Howard, brytyjski arystokrata, polityk (zm. 1994)
  - Jan Mujżel, polski ekonomista, wykładowca akademicki (zm. 2006)
  - Ignacy Wald, polski neurolog, genetyk (zm. 1991)
- 1924:
  - Robert Mugabe, zimbabweński polityk, prezydent Zimbabwe (zm. 2019)
  - Silvano Piovanelli, włoski duchowny katolicki, arcybiskup Florencji, kardynał (zm. 2016)
  - Władimir Uchow, rosyjski lekkoatleta, chodziarz (zm. 1996)
- 1925:
  - Tom Gehrels, holenderski astronom (zm. 2011)
  - Aleksiej Paramonow, rosyjski piłkarz, trener (zm. 2018)
  - Sam Peckinpah, amerykański reżyser filmowy (zm. 1984)
  - Jack Ramsay, amerykański trener koszykówki (zm. 2014)
  - Rudolf Titzck, niemiecki polityk (zm. 2005)
- 1926:
  - Jerzy Król, polski ortopeda (zm. 2013)
  - Jerzy Lewandowski, polski prawnik, wykładowca akademicki (zm. 2011)
  - Ronnie Verrell, amerykański perkusista jazzowy (zm. 2002)
- 1927 – Herbert Breiter, niemiecki malarz, litograf (zm. 1999)
- 1928:
  - Albiert Bielajew, rosyjski polityk, pisarz, publicysta (zm. 2017)
  - Gabriela Cwojdzińska, polska pianistka, pedagog, działaczka opozycji antykomunistycznej, polityk, senator RP (zm. 2022)
  - Elda Pucci, włoska lekarka, działaczka samorządowa, polityk (zm. 2005)
  - Vasile Tiță, rumuński bokser (zm. 2013)
- 1929:
  - James Beck, brytyjski aktor (zm. 1973)
  - Angelo Carossino, włoski samorządowiec, polityk, burmistrz Savony, prezydent Ligurii, eurodeputowany (zm. 2020)
  - Arturo Fernández, hiszpański aktor (zm. 2019)
  - Anton Moeliono, indonezyjski językoznawca, wykładowca akademicki (zm. 2011)
  - Adam Piechura, polski lekkoatleta, siatkarz, trener siatkówki i koszykówki (zm. 2018)
  - Gabriel Turowski, polski immunolog, bakteriolog, mikrobiolog, wykładowca akademicki (zm. 2021)
- 1930:
  - Kang Nŭng Su, północnokoreański polityk (zm. 2015)
  - Helvio Soto, chilijski reżyser filmowy (zm. 2001)
  - Zenona Węgrzynowicz, polska koszykarka, siatkarka (zm. 2017)
  - Zdzisław Wójcik, polski piłkarz, sędzia i obserwator piłkarski (zm. 2017)
- 1931:
  - Andrzej Ajnenkiel, polski historyk (zm. 2015)
  - Ingrid Appelquist, szwedzka curlerka
  - László Huzsvár, serbski duchowny katolicki pochodzenia węgierskiego, biskup Zrenjanin (zm. 2016)
  - Anna Milewska, polska aktorka
  - Irena Senderska-Rzońca, polska działaczka społeczna, Sprawiedliwa wśród Narodów Świata (zm. 2025)
- 1932:
  - Marian Koziej, polski inżynier rolnik, geograf, wykładowca akademicki (zm. 2011)
  - Włodzimierz Łoziński, polski dziennikarz (zm. 2015)
  - Andrzej Szozda, polski inżynier, polityk, minister energetyki i energii atomowej (zm. 2020)
- 1933:
  - Imre Nagy, węgierski pięcioboista nowoczesny (zm. 2013)
  - Bob Rafelson, amerykański reżyser, scenarzysta i producent filmowy pochodzenia żydowskiego (zm. 2022)
  - Nina Simone, amerykańska piosenkarka, pianistka jazzowa (zm. 2003)
- 1934:
  - Kjell Bäckman, szwedzki łyżwiarz szybki (zm. 2019)
  - Kazimierz Gawęda, polski aktor (zm. 2017)
  - Michael Grylls, brytyjski polityk (zm. 2001)
  - Rue McClanahan, amerykańska aktorka (zm. 2010)
- 1935:
  - Norma Bengell, brazylijska aktorka (zm. 2013)
  - Adam Sygor, polski pisarz
- 1936:
  - László Bárczay, węgierski szachista (zm. 2016)
  - Barbara Charline Jordan, amerykańska polityk, obrończyni praw człowieka (zm. 1996)
  - Michael O’Kennedy, irlandzki prawnik, polityk, eurokomisarz (zm. 2022)
  - Kazimierz Pawełek, polski dziennikarz, autor tekstów kabaretowych, polityk, senator RP (zm. 2017)
  - Władimir Riesin, rosyjski polityk
- 1937:
  - Ron Clarke, australijski lekkoatleta, długodystansowiec (zm. 2015)
  - Harald V, król Norwegii
  - Gary Lockwood, amerykański aktor
  - Heorhij Prokopenko, ukraiński pływak (zm. 2021)
  - Marek Wawrzkiewicz, polski poeta, dziennikarz, tłumacz
- 1938:
  - Lester Bird, antiguański lekkoatleta, skoczek w dal, polityk, premier Antigui i Barbudy (zm. 2021)
  - Bobby Charles, amerykański piosenkarz, kompozytor (zm. 2010)
  - John Harvey, australijski kierowca wyścigowy (zm. 2020)
  - François Heutte, francuski piłkarz
  - Antti Litja, fiński aktor (zm. 2022)
  - Philippe Nkiere, kongijski duchowny katolicki, biskup Bondo i Inongo (zm. 2024)
  - Hans Plenk, niemiecki saneczkarz (zm. 2023)
- 1939:
  - Zdzisław Fortuniak, polski duchowny katolicki, biskup pomocniczy poznański
  - Zbigniew Maciej Gliwicz, polski ekolog, hydrobiolog (zm. 2024)
  - Luigi Mannelli, włoski piłkarz wodny (zm. 2017)
  - Paul Westhead, amerykański trener koszykarski
- 1940:
  - Luís Antônio de Carvalho Ferraz, brazylijski oficer marynarki wojennej, oceanograf, inżynier (zm. 1982)
  - Peter Gethin, brytyjski kierowca wyścigowy (zm. 2011)
  - John Lewis, amerykański polityk, kongresmen (zm. 2020)
  - Edward Nowak, polski duchowny katolicki, urzędnik Kurii Rzymskiej, arcybiskup ad personam
- 1941:
  - Igor Feld, rosyjski lekkoatleta, tyczkarz, działacz sportowy (zm. 2007)
  - Surangel Whipps, palauski polityk
- 1942:
  - Wiera Alentowa, rosyjska aktorka
  - Paolo Atzei, włoski duchowny katolicki, biskup Sassari
  - Jan Krzysztof Kelus, polski socjolog, działacz polityczny, kompozytor, bard
  - Margarethe von Trotta, niemiecka aktorka, reżyserka filmowa
  - Józef Wojnar, polski historyk, trener i fizjolog sportu, nauczyciel akademicki (zm. 2024)
- 1943:
  - Danièle Évenou, francuska aktorka
  - Roberto Faenza, włoski reżyser filmowy
  - Paweł Galia, polski aktor, reżyser teatralny
  - David Geffen, amerykański producent teatralny i filmowy
  - Hilarius Moa Nurak, indonezyjski duchowny katolicki, biskup Pangkal-Pinang (zm. 2016)
  - Rafał Olbiński, polski malarz, grafik, plakacista
  - Ludmiła Ulicka, rosyjska pisarka
- 1944:
  - Kazimierz Rosiński, polski poeta, prozaik (zm. 2004)
  - Lajos Sătmăreanu, rumuński piłkarz (zm. 2025)
  - Kitty Winn, amerykańska aktorka
- 1945:
  - Jerzy Gros, polski lekkoatleta, długodystansowiec (zm. 2018)
  - Jim McLay, nowozelandzki polityk, dyplomata
  - Katarzyna Sobczyk, polska piosenkarka (zm. 2010)
- 1946:
  - Tyne Daly, amerykańska aktorka
  - Anthony Daniels, brytyjski aktor
  - Władysław Duczko, polski archeolog (zm. 2025)
  - Eugeniusz Pędzisz, polski strzelec sportowy, trener
  - Alan Rickman, brytyjski aktor (zm. 2016)
- 1947:
  - Jean-Claude Cheynet, francuski historyk, bizantynolog, wykładowca akademicki
  - Andrzej Czechowski, polski fizyk, pisarz science fiction
  - Greg Dayman, nowozelandzki hokeista na trawie
  - Joachim Ehrig, niemiecki wioślarz
  - Olympia Snowe, amerykańska polityk, senator
  - Renata Sorrah, brazylijska aktorka pochodzenia polskiego
  - Cezary Szlązak, polski saksofonista, multiinstrumentalista, wokalista, członek zespołu 2 plus 1 (zm. 2019)
  - Ryszard Waśko, polski artysta
  - Anna N. Żytkow, polska astrofizyk
- 1948:
  - Dušan Kaprálik, słowacki aktor (zm. 2023)
  - Jiřina Křížová, czeska hokeistka na trawie
  - Małgorzata Potocka, polska tancerka, reżyserka, choreograf, pedagog
- 1949:
  - Larry Drake, amerykański aktor (zm. 2016)
  - Jerry Harrison, amerykański muzyk, członek zespołu Talking Heads
  - Ronnie Hellström, szwedzki piłkarz (zm. 2022)
  - Andrzej Lajborek, polski aktor
  - Jerzy Pokojowczyk, polski szachista (zm. 2020)
  - Edward Szwagrzyk, polski generał brygady (zm. 2023)
  - Enrique Wolff, argentyński piłkarz, dziennikarz sportowy
- 1950:
  - Antoine Karam, francuski polityk pochodzenia libańskiego
  - Ewa Latkowska-Żychska, polska artystka, profesor sztuk plastycznych
  - Håkan Nesser, szwedzki pisarz
  - Sahle-Work Zewde, etiopska polityk, prezydent Etiopii
  - Jacek Zygadło, polski operator, reżyser i scenarzysta filmowy i telewizyjny
- 1951:
  - Pino Arlacchi, włoski socjolog, wykładowca akademicki, polityk
  - Wolfgang Frank, niemiecki piłkarz, trener (zm. 2013)
  - Marek Polasik, polski fizyk, chemik, wykładowca akademicki
  - Marek Pyś, polski aktor
  - Tadeusz Szumowski, polski historyk, dyplomata
  - Dick Tonks, nowozelandzki wioślarz
- 1952:
  - Sándor Bauer, węgierski uczeń, dysydent (zm. 1969)
  - Jean-Jacques Burnel, brytyjski basista, wokalista, kompozytor, członek zespołu The Stranglers pochodzenia francuskiego
  - Witalij Czurkin, rosyjski dyplomata (zm. 2017)
  - Adam Galant, polski lekkoatleta, płotkarz
  - Bogdan Koca, polski aktor, reżyser, pisarz, kompozytor
  - Igor Lewitin, rosyjski inżynier, wojskowy, polityk
  - Akın Öztürk, turecki generał pilot
  - Kimmo Sasi, fiński prawnik, polityk, minister handlu zagranicznego, minister transportu i łączności (zm. 2025)
  - Jeff Shaara, amerykański pisarz, przedsiębiorca
  - Mari Yokō, japońska aktorka
  - T.R. Zeliang, indyjski polityk
- 1953:
  - Todor Barzow, bułgarski piłkarz, polityk
  - Siegfried Bracke, belgijski i flamandzki dziennikarz, polityk
  - Christine Ebersole, amerykańska aktorka, wokalistka
  - Patty Loverock, kanadyjska lekkoatletka, sprinterka
  - William Petersen, amerykański aktor, producent filmowy pochodzenia duńskiego
  - Roman Ratayczyk, polski zapaśnik, trener (zm. 2010)
  - Dagmar Roth-Behrendt, niemiecka prawnik, polityk, eurodeputowana
  - Witold Sienkiewicz, polski historyk, autor, redaktor (zm. 2012)
- 1954:
  - James Benjamin Dutton, brytyjski generał broni, gubernator Gibraltaru
  - Elżbieta Laskiewicz, polska aktorka (zm. 2018)
  - Christopher Mayer, amerykański aktor (zm. 2011)
  - Jan Okniński, polski matematyk, wykładowca akademicki
  - Wołodymyr Rohowski, ukraiński piłkarz (zm. 2022)
  - Jaime Silva, portugalski ekonomista, polityk
  - Søren Skov, duński piłkarz
  - Ivo Van Damme, belgijski lekkoatleta, średniodystansowiec (zm. 1976)
- 1955:
  - Sandro Bellucci, włoski lekkoatleta, chodziarz
  - Rosica Dimitrowa, bułgarska siatkarka
  - Janusz Dobieszewski, polski filozof, wykładowca akademicki
  - Kelsey Grammer, amerykański aktor
  - Nikołaj Iłkow, bułgarski kajakarz, kanadyjkarz
  - Fabio Morábito, meksykański poeta, prozaik, tłumacz
  - Josep Piqué, hiszpański ekonomista, polityk (zm. 2023)
  - Wojciech Rosiński, polski koszykarz
  - Ioan Rus, rumuński inżynier, wykładowca akademicki, samorządowiec, polityk
- 1956:
  - Dominique Baeyens, belgijski siatkarz, trener
  - Charles Boustany, amerykański polityk
  - Jan Gancarski, polski archeolog, muzealnik
  - Mart Järvik, ukraiński rolnik, samorządowiec, polityk, minister rolnictwa
  - Illa Jemeć, ukraiński kardiochirurg, polityk, minister zdrowia
  - Sally Jewell, amerykańska polityk
  - Ryszard Łukasik, polski piłkarz, trener
  - Jean-Marc Monnerville, martynikański piosenkarz
  - Mariusz Pędziałek, polski oboista
  - Ołeksandr Słobodian, ukraiński przedsiębiorca, działacz sportowy, polityk
  - Jarmo Tolvanen, fiński hokeista, trener
- 1957:
  - Kazimierz Ilski, polski historyk, wykładowca akademicki
  - Bronisław Rajkowski, ukraiński prawnik, polityk pochodzenia polskiego
  - Nikołaj Rastorgujew, rosyjski wokalista, członek zespołu Lube
  - Renato, brazylijski piłkarz
  - Raymond Roche, francuski motocyklista wyścigowy
  - Barnaba (Safonow), rosyjski biskup prawosławny
  - Jacek Sobczak, polski samorządowiec, wicemarszałek województwa lubelskiego
  - Iwan Wysznewski, ukraiński piłkarz, trener (zm. 1996)
- 1958:
  - Mary Chapin Carpenter, amerykańska piosenkarka
  - Jack Coleman, amerykański aktor
  - Denise Dowse, amerykańska aktorka (zm. 2022)
  - Czesław Fiedorowicz, polski samorządowiec, polityk, poseł na Sejm RP
  - Kazimierz Kleina, polski samorządowiec, polityk, poseł na Sejm i senator RP
  - John Shimkus, amerykański polityk, kongresmen
- 1959:
  - Mirosław Dembiński, polski reżyser filmowy
  - Marcel Fässler, szwajcarski bobsleista
  - Gábor Kállai, węgierski szachista (zm. 2021)
  - Marek Raczkowski, polski artysta plastyk, malarz, rysownik, satyryk
  - Tadeusz Tomaszewski, polski polityk, poseł na Sejm RP
  - Axel Zitzmann, niemiecki skoczek narciarski
- 1960:
  - Jarosław Chrabąszcz, polski malarz, grafik, rysownik
  - Rolf Falk-Larssen, norweski łyżwiarz szybki
  - Jan Hellström, szwedzki piłkarz
  - Krzysztof Jaryczewski, polski muzyk, wokalista, autor tekstów, kompozytor, członek zespołów: Oddział Zamknięty, Jary Band, Exces i Jary OZ
  - Ryszard Kaczyński, polski siatkarz
  - Carina Ljungdahl, szwedzka pływaczka
  - Zoran Marić, serbski piłkarz, trener
  - Płamen Oreszarski, bułgarski ekonomista, pedagog, polityk, premier Bułgarii
- 1961:
  - Christopher Atkins, amerykański aktor, scenarzysta i producent filmowy
  - Abhijit Banerjee, indyjski ekonomista, wykładowca akademicki, laureat Nagrody Banku Szwecji im. Alfreda Nobla w dziedzinie ekonomii
  - Pierre Damien Habumuremyi, rwandyjski polityk, premier Rwandy
  - Martha Hackett, amerykańska aktorka
  - Tadeusz Madziarczyk, polski związkowiec, polityk, poseł na Sejm RP
  - Yobes Ondieki, kenijski lekkoatleta, długodystansowiec
  - Jarosław Mikołaj Skoczeń, polski dziennikarz, poeta, prozaik
  - Szymon Stułkowski, polski duchowny katolicki, biskup płocki
  - Pawło Tarnowecki, ukraiński lekkoatleta, wieloboista
- 1962:
  - Cezary Kamienkow, polski wokalista, basista, autor tekstów, członek zespołów: Zwłoki, Ulica, DTv, Mechaniczna Pomarańcza i Prawda (zm. 2013)
  - Chuck Palahniuk, amerykański pisarz, dziennikarz
  - David Foster Wallace, amerykański pisarz (zm. 2008)
- 1963:
  - William Baldwin, amerykański aktor pochodzenia brytyjsko-irlandzkiego
  - Rolf Lohmann, niemiecki duchowny katolicki, biskup pomocniczy Münsteru
  - Pierfrancesco Pavoni, włoski lekkoatleta, sprinter
  - Dave Rodgers, włoski kompozytor, autor tekstów, producent muzyczny
  - Stawros Teodorakis, grecki dziennikarz i prezenter telewizyjny, polityk
- 1964:
  - Mark E. Kelly, amerykański pilot wojskowy, astronauta, senator
  - Scott J. Kelly, amerykański pilot wojskowy, astronauta
  - Sławomir Kłosowski, polski polityk, poseł na Sejm RP, eurodeputowany
  - Amanda Patiño, kolumbijska zapaśniczka
  - Adrian Schiller, brytyjski aktor (zm. 2024)
  - Jane Tomlinson, brytyjska lekkoatletka, działaczka charytatywna (zm. 2007)
- 1965:
  - Andriej Koszkin, białoruski hokeista pochodzenia rosyjskiego
  - Evair Aparecido Paulino, brazylijski piłkarz
  - Jesús Pulido Arriero, hiszpański duchowny katolicki, biskup diecezjalny Coria-Cáceres
  - Atsushi Yogō, japoński kierowca wyścigowy
- 1966:
  - Dariusz Czykier, polski piłkarz
  - Rachid Daoudi, marokański piłkarz
  - Patricia Saunders, amerykańska zapaśniczka
- 1967:
  - Leroy Burrell, amerykański lekkoatleta, sprinter
  - Sari Essayah, fińska lekkoatletka, chodziarka, polityk
  - Silke-Beate Knoll, niemiecka lekkoatletka, sprinterka
  - Andrzej Orzeszek, polski piłkarz, trener
  - Thomas Stelzer, austriacki polityk, gubernator Górnej Austrii
  - Bogna Świątkowska, polska dziennikarka, promotorka kultury
- 1968:
  - Patrick Gallagher, kanadyjski aktor
  - Przemysław Tejkowski, polski aktor
  - Artūras Zuokas, litewski dziennikarz, przedsiębiorca, polityk
- 1969:
  - Bosson, szwedzki piosenkarz
  - James Dean Bradfield, walijski gitarzysta, wokalista, członek zespołu Manic Street Preachers
  - Aunjanue Ellis, amerykańska aktorka
- 1970:
  - Paul Diomede, amerykański aktor, scenarzysta filmowy
  - Ian Haug, australijski wokalista, gitarzysta, członek zespołu Powderfinger
  - Andrejs Judins, łotewski prawnik, polityk pochodzenia rosyjskiego
  - Alaksandr Łuchwicz, białoruski piłkarz
  - Severin Nziengui Mangandza, gaboński duchowny katolicki, wikariusz apostolski Makokou
  - Jess Thorup, duński piłkarz, trener
  - Wjaczesław Tropin, ukraiński piłkarz pochodzenia rosyjskiego
- 1971:
  - Randy Blythe, amerykański wokalista, autor tekstów, producent muzyczny, członek zespołów: Burn the Priest, Lamb of God i Cannabis Corpse
  - Anna Ejsmont, polska piłkarka ręczna
  - Marek Kwiatkowski, polski piłkarz, trener
  - Eva Nordmark, szwedzka działaczka związkowa, polityk
- 1972:
  - Marek Błaszczyk, polski klawiszowiec, aranżer, producent muzyczny, członek zespołów: Ich Troje i Video
  - Gert Claessens, belgijski piłkarz
  - Marius von Mayenburg, niemiecki dramaturg
  - Seo Taiji, południowokoreański piosenkarz
  - Rafał Siadaczka, polski piłkarz
  - Reza Szahroudi, irański piłkarz
- 1973:
  - László Botka, węgierski samorządowiec, burmistrz Segedyna
  - Brodus Clay, amerykański wrestler
  - Damjan Fras, słoweński skoczek narciarski
  - Les Gutches, amerykański zapaśnik
  - Heri Joensen, farerski wokalista, gitarzysta, kompozytor, autor tekstów, członek zespołów: Týr i Heljareyga
  - Taras Kowalczuk, ukraiński piłkarz
  - Paulo Rink, niemiecki piłkarz pochodzenia brazylijskiego
  - Brian Rolston, amerykański hokeista
  - Marjana Sawka, ukraińska poetka, autorka literatury dla dzieci, wydawczyni
- 1974:
  - Ruslan Agalarov, uzbecki piłkarz, trener
  - Gilbert Agius, maltański piłkarz
  - Giuliano Tadeo Aranda, brazylijski piłkarz
  - Iván Campo, hiszpański piłkarz narodowości baskijskiej
  - Paweł Krutul, polski menedżer, przedsiębiorca, polityk, poseł na Sejm RP, wojewoda podlaski
  - Lee Young-sun, południowokoreańska lekkoatletka, oszczepniczka
  - Sergio Minero Pineda, kostarykański szachista, trener
  - Luigi Sala, włoski piłkarz
  - Ville Skinnari, fiński hokeista, prawnik, samorządowiec, polityk
  - Tomáš Votava, czeski piłkarz
  - Wang Chaoli, chińska zapaśniczka
- 1975:
  - Diane Allahgreen, brytyjska lekkoatletka, płotkarka
  - Parsegh Baghdassarian, libański duchowny ormiańskokatolicki, biskup pomocniczy eparchii w Glendale
  - Anna Chęćka-Gotkowicz, polska doktor habilitowana nauk humanistycznych
  - Oleg Crețul, mołdawski i rosyjski judoka
  - Krzysztof Górniak, polski piłkarz ręczny
  - Michał Madej, polski projektant gier komputerowych
  - Sergio Gabriel Martínez, argentyński bokser
  - Igoris Morinas, litewski piłkarz
  - Richard Morales, urugwajski piłkarz
  - Scott Miller, australijski pływak
  - Diana Riba i Giner, hiszpańska i katalońska polityk, eurodeputowana
- 1976:
  - Agnieszka Bodys, polska siatkarka
  - Rajmund Fodor, węgierski piłkarz wodny
  - Tomasz Kiełbowicz, polski piłkarz
  - Jewgienij Miszyn, rosyjski kulturysta, model, trener personalny (zm. 2024)
  - Travis Schiffner, amerykański aktor
  - Ryan Smyth, kanadyjski hokeista
  - Wiktorija Stiopina, ukraińska lekkoatletka, skoczkini wzwyż
  - Donald Suxho, amerykański siatkarz
  - Bassala Touré, malijski piłkarz
- 1977:
  - Jarosław Bręk, polski śpiewak operowy (bas-baryton) (zm. 2023)
  - Steve Francis, amerykański koszykarz
  - Owen King, amerykański pisarz
- 1978:
  - Erick Barkley, amerykański koszykarz
  - Jörg Fiedler, niemiecki szpadzista
  - Helen Marnie, szkocka wokalistka, klawiszowiec i autorka tekstów[7]
  - Aleksi Modebadze, gruziński zapaśnik
- 1979:
  - Carly Colón, portorykański wrestler
  - Nathalie Dechy, francuska tenisistka
  - Jennifer Love Hewitt, amerykańska aktorka, producentka filmowa, piosenkarka
  - Natalia Jaroszewska, polska projektanka mody
  - Zaur Tağızadə, azerski piłkarz
- 1980:
  - Tiziano Ferro, włoski piosenkarz
  - Lewan Korghalidze, gruziński piłkarz
  - Yannick Lupien, kanadyjski pływak
  - Monika Obara, polska aktorka
  - Stanislav Polčák, czeski polityk
  - Władysław Tretiak, ukraiński szablista
  - Jigme Khesar Namgyel Wangchuck, król Bhutanu
- 1981:
  - Thomas Beck, liechtensteiński piłkarz
  - Floor Jansen, holenderska wokalistka, autorka tekstów, członkini zespołów: After Forever, Star One, ReVamp i Nightwish
  - Shauna Macdonald, brytyjska aktorka
  - Klaudyna Mikołajczyk, polska snowboardzistka
  - Krzysztof Słaboń, polski żużlowiec
- 1982:
  - Andre Barrett, amerykański koszykarz
  - Dmitrij Bunzmann, niemiecki szachista
  - Juraj Dančík, słowacki piłkarz
  - Thomas Hall, kanadyjski kajakarz
  - Christophe Hansen, luksemburski polityk, eurodeputowany i eurokomisarz
  - Marius Kižys, litewski piłkarz
  - Kayode Odejayi, nigeryjski piłkarz
  - Steven Vanknotsenburg, kanadyjski wioślarz
  - Jakub Zagaja, polski siatkarz (zm. 2004)
  - Sebastian Zwolak, polski koszykarz
- 1983:
  - Michelle Suárez Bértora, urugwajska polityczka (zm. 2022)
  - Demián González, argentyński siatkarz
  - Adam Johansson, szwedzki piłkarz
  - Mélanie Laurent, francuska aktorka
  - Marina Miletić, chorwacka siatkarka
  - Mitja Mörec, słoweński piłkarz
  - Filip Trojan, czeski piłkarz
  - Anna Wawrzycka, polska zapaśniczka
- 1984:
  - Kirsty Balfour, brytyjska pływaczka
  - Erazem Lorbek, słoweński koszykarz
  - David Odonkor, niemiecki piłkarz pochodzenia ghańskiego
  - Antti Ruuskanen, fiński lekkoatleta, oszczepnik
  - Andreas Seppi, włoski tenisista
  - Jay Tabb, irlandzki piłkarz
  - James Wisniewski, amerykański hokeista pochodzenia polskiego
- 1985:
  - Grzegorz Daukszewicz, polski aktor
  - Swietłana Kriuczkowa, rosyjska siatkarka
  - Dame N’Doye, senegalski piłkarz
  - Jorgos Samaras, grecki piłkarz
  - Joanna Skibińska, polska lekkoatletka, skoczkini w dal
  - Marek Sowiński, polski hokeista
  - Peter Velits, słowacki kolarz szosowy
- 1986:
  - Kineke Alexander, lekkoatletka reprezentująca Saint Vincent i Grenadyny, sprinterka
  - Amadeusz, belgijski książę
  - Charlotte Church, walijska piosenkarka, aktorka
  - Ai Kawashima, japońska piosenkarka, kompozytorka, pianistka
- 1987:
  - Burgess Abernethy, australijski aktor
  - Carlos Carmona, chilijski piłkarz
  - Ashley Greene, amerykańska aktorka, modelka
  - Elliot Page, kanadyjski aktor
  - Maciej Sulka, polski hokeista
- 1988:
  - Jaime Ayoví, ekwadorski piłkarz
  - Damir Dugonjič, słoweński pływak
  - Olga Kalinina, kazachska zapaśniczka
  - D’Andra Moss, amerykańsko-ukraińska koszykarka
  - Julija Szokszujewa, rosyjska bobsleistka
  - Gerrit-Jan van Velze, południowoafrykański rugbysta
  - Matthias de Zordo, niemiecki lekkoatleta, oszczepnik pochodzenia włoskiego
- 1989:
  - Roman Bezjak, słoweński piłkarz
  - Corbin Bleu, amerykański aktor, model, tancerz, piosenkarz
  - Anastasija Bratczikowa, rosyjska zapaśniczka
  - Federico Fernández, argentyński piłkarz
  - Kristin Herrera, amerykańska aktorka
  - Jake Muzzin, kanadyjski hokeista
  - Vadis Odjidja-Ofoe, belgijski piłkarz pochodzenia ghańskiego
  - Pawło Olijnyk, ukraiński zapaśnik
  - Scout Taylor-Compton, amerykańska aktorka
- 1990:
  - David Addy, ghański piłkarz
  - Julija Błahinia, ukraińska zapaśniczka
  - Arnaud Jouffroy, francuski kolarz szosowy, górski i przełajowy
  - Hedvig Karakas, węgierska judoczka
  - Helene Olafsen, norweska snowboardzistka
  - Edwin Sánchez, salwadorski piłkarz
  - Mattias Tedenby, szwedzki piłkarz
  - Valentina Zago, włoska siatkarka
- 1991:
  - Jens Stryger Larsen, duński piłkarz
  - Riyad Mahrez, algierski piłkarz
  - Ołesia Małaszenko, ukraińska koszykarka
  - Pavel Maslák, czeski lekkoatleta, sprinter
  - Gregory Mertens, belgijski piłkarz (zm. 2015)
  - Yvonne Nauta, holenderska łyżwiarka szybka
  - Markel Starks, amerykański koszykarz
  - Aleksandra Tarasowa, rosyjska koszykarka
  - Devon Travis, amerykański baseballista
  - Molla Wagué, malijski piłkarz
  - Monika Zajkova, macedońska polityczka
- 1992:
  - Sandro Aminaszwili, gruziński zapaśnik
  - Letizia Camera, włoska siatkarka
  - Klemen Čebulj, słoweński siatkarz
  - Nadieżda Fiodorowa, rosyjska zapaśniczka
  - Phil Jones, angielski piłkarz
  - Klaudia Konopko, polska lekkoatletka, sprinterka
  - Louis Meintjes, południowoafrykański kolarz szosowy
- 1993:
  - Christian Heim, niemiecki skoczek narciarski
  - Davy Klaassen, holenderski piłkarz
  - Hedgardo Marín, meksykański piłkarz
  - Adrian Najuch, polski piłkarz ręczny
  - Antonio Puertas, hiszpański piłkarz
- 1994:
  - Artem Filimonow, ukraiński piłkarz
  - Shane Firus, kanadyjski łyżwiarz figurowy
  - Tang Haochen, chińska tenisistka
  - Anna Illés, węgierska piłkarka wodna
  - Charalambos Mawrias, grecki piłkarz
  - Idriss Mhirsi, tunezyjski piłkarz
- 1995:
  - Pablo Aguilar, gwatemalski piłkarz
  - Jalen Hayes, amerykański koszykarz
  - Clara Klingenström, szwedzka piosenkarka
  - Wiktor Kułakow, rosyjski żużlowiec
  - Sebastian Rudol, polski piłkarz
- 1996:
  - Norbert Balogh, węgierski piłkarz
  - Noah Rubin, amerykański tenisista
  - Sophie Turner, brytyjska aktorka
- 1997:
  - Rachele Barbieri, włoska kolarka szosowa i torowa
  - Mateo Carabajal, argentyński piłkarz
  - Miguel David Gutiérrez, kubański siatkarz
  - Óttar Magnús Karlsson, islandzki piłkarz
  - Malik Newman, amerykański koszykarz
  - James Pantemis, kanadyjski piłkarz, bramkarz pochodzenia greckiego
- 1998:
  - Ernist Batyrkanow, kirgiski piłkarz
  - Yemane Haileselassie, erytrejski lekkoatleta, długodystansowiec
  - Michaela Hrubá, czeska lekkoatletka, skoczkini wzwyż
  - Kertu Laak, estońska siatkarka
  - Sheikh Sibi, gambijski piłkarz, bramkarz
- 1999 – Max Langenhan, niemiecki saneczkarz, żołnierz
- 2000:
  - Eduardo Guerrero, panamski piłkarz
  - Natalia Kozioł, polska gimnastyczka
- 2001:
  - Júlia Bergmann, brazylijska siatkarka pochodzenia niemieckiego
  - Bartosz Bida, polski piłkarz
  - Melissa Jefferson-Wooden, amerykańska lekkoatletka, sprinterka
  - Saidu Mansaray, sierraleoński piłkarz
- 2002:
  - Irakli Azarowi, gruziński piłkarz
  - Marcus Gunnarsen, norweski muzyk, wokalista, członek duetu Marcus & Martinus
  - Martinus Gunnarsen, norweski muzyk, wokalista, członek duetu Marcus & Martinus
  - Panashe Mutimbanyoka, zimbabwejski piłkarz
- 2003 – Aleksy Janiec, polski koszykarz
- 2004 – Adrian Tittel, niemiecki skoczek narciarski
- 2007 – Leeseo, południowokoreańska wokalistka, członkini girlsbandu IVE

## Zmarli
- 556 – Maksymian z Rawenny, arcybiskup, święty (ur. 498)
- 640 – Pepin z Landen, majordom Austrazji, święty (ur. ok. 580)
- 1030 – Otgiva, hrabina Flandrii (ur. ?)
- 1437 – Jakub I Stuart, król Szkocji (ur. 1394)
- 1471 – Jan Rokycana, czeski teolog husycki, kaznodzieja, utrakwista, arcybiskup Pragi (ur. ok. 1396)
- 1513 – Juliusz II, papież (ur. 1443)
- 1543 – Ahmad ibn Ibrihim al-Ghazi, przywódca muzułmański (ur. ok. 1506)
- 1550 – Philippe de la Chambre, sabaudzki kardynał (ur. ok. 1490)
- 1554 – Hieronim Bock, niemiecki duchowny luterański, botanik (ur. 1498)
- 1575 – Klaudia Walezjuszka, księżniczka francuska, księżna Lotaryngii i Baru (ur. 1547)
- 1595 – Robert Southwell, angielski poeta metafizyczny, męczennik, święty katolicki (ur. ok. 1561)
- 1624 – Dirck van Baburen, holenderski malarz (ur. 1595)
- 1626:
  - Jean Cabrol de Blanque, francuski kapitan, dyplomata (ur. 1540)
  - Odoardo Farnese, włoski kardynał, regent Księstwa Parmy i Piacenzy (ur. 1573)
- 1628 – Gregor Aichinger, niemiecki duchowny katolicki, kompozytor (ur. ok. 1565)
- 1633 – Karl Hannibal von Dohna, władca sycowskiego wolnego państwa stanowego (ur. 1588)
- 1639 – Mikołaj Herburt, polski szlachcic, polityk (ur. ?)
- 1653 – Adriaan Pauw, holenderski polityk (ur. 1581)
- 1657 – Jakub Weiher, wojewoda malborski, założyciel Wejherowa (ur. 1609)
- 1677 – Baruch Spinoza, holenderski filozof pochodzenia żydowskiego (ur. 1632)
- 1691 – Antonio Bichi, włoski duchowny katolicki, biskup Montalcino i Osimo, kardynał (ur. 1614)
- 1704 – Jan Karol Wittelsbach, hrabia palatyn i książę Palatynatu-Gelnhausen (ur. 1638)
- 1715 – Charles Calvert, angielski arystokrata, kolonizator, właściciel i gubernator prowincji Maryland (ur. 1637)
- 1717 – Jan Dobrogost Krasiński, polski szlachcic, pułkownik, polityk (ur. 1639)
- 1730 – Benedykt XIII, papież (ur. 1649)
- 1741 – Jethro Tull, brytyjski agronom (ur. 1674)
- 1755 – Jan Antoni Rostworowski, polski szlachcic, polityk (ur. ok. 1704)
- 1788 – Ewaryst Andrzej Kuropatnicki, polski hrabia, geograf, heraldyk, pisarz (ur. 1734)
- 1794 – Noël Pinot, francuski duchowny katolicki, męczennik (ur. 1747)
- 1818 – David Humphreys, amerykański generał, poeta, dyplomata (ur. 1752)
- 1824 – Eugeniusz de Beauharnais, francuski generał (ur. 1781)
- 1831 – Robert Hall, brytyjski pastor baptystyczny, teolog, kaznodzieja, pisarz (ur. 1764)
- 1838 – Stanisław Kostka Choromański, polski duchowny katolicki, biskup pomocniczy sejneński, arcybiskup metropolita warszawski (ur. 1769)
- 1842 – Wojciech Żywny, polski pianista, kompozytor, pedagog pochodzenia czeskiego (ur. 1756)
- 1844:
  - Józef August Iliński, polski szlachcic, polityk, dowódca wojskowy (ur. 1766)
  - John Leeds Kerr, amerykański prawnik, polityk (ur. 1780)
- 1846:
  - Ninkō, cesarz Japonii (ur. 1800)
  - Karol Fryderyk Woyda, polski polityk, prezydent Warszawy (ur. 1771)
- 1860 – Richard Pius Miles, amerykański duchowny katolicki, biskup Nashville (ur. 1791)
- 1861:
  - Manswet Henryk Aulich, polski franciszkanin reformata, misjonarz (ur. 1793)
  - Lars Levi Læstadius, szwedzko-lapoński pastor luterański, założyciel religijnego ruchu odrodzeniowego laestadianizmu, botanik, pisarz, propagator abstynencji (ur. 1800)
- 1862 – Justinus Kerner, niemiecki pisarz i poeta spirytualistyczny (ur. 1786)
- 1863 – Henryk Marconi, polski architekt pochodzenia włoskiego (ur. 1792)
- 1865:
  - Stapleton Cotton, brytyjski arystokrata, wojskowy, polityk (ur. 1773)
  - Constant Troyon, francuski malarz (ur. 1810)
- 1868 – Giuseppe Abbati, włoski malarz (ur. 1836)
- 1879 – Szer Ali Chan, emir Afganistanu (ur. 1825)
- 1880 – Izmaił Sriezniewski, rosyjski slawista, etnograf, wykładowca akademicki (ur. 1812)
- 1883 – Franz von Rinecker, niemiecki pediatra, dermatolog, internista, psychiatra, farmakolog (ur. 1811)
- 1888 – Jozef Miloslav Hurban, słowacki duchowny ewangelicki, pisarz, polityk, działacz narodowy (ur. 1817)
- 1894:
  - Gustave Caillebotte, francuski malarz (ur. 1848)
  - Henrietta Maria Dominici, włoska zakonnica, błogosławiona (ur. 1828)
- 1897 – Aleksander Jasiński, polski prawnik, polityk, prezydent Lwowa (ur. 1823)
- 1899 – George Bowen, brytyjski prawnik, pisarz, administrator kolonialny (ur. 1821)
- 1900:
  - Charles Piazzi Smyth, brytyjski astronom (ur. 1819)
  - Benjamin Wood, amerykański polityk (ur. 1820)
- 1901:
  - Emil Hübner, niemiecki filolog klasyczny, badacz starożytności, wykładowca akademicki (ur. 1834)
  - Henryk Radosław Stolzman, polski malarz (ur. 1834)
  - Stephen M. White, amerykański polityk (ur. 1853)
- 1902:
  - Emil Holub, czeski podróżnik, kartograf, etnograf, kolekcjoner (ur. 1847)
  - Haxhi Zeka, albański polityk (ur. 1832)
- 1904:
  - Leon Dembowski, polski malarz (ur. 1823)
  - Stanisław Stablewski, polski działacz gospodarczy, polityk (ur. 1832)
  - Jan Staniewicz, polski oficer, uczestnik powstania styczniowego (ur. 1823)
- 1907 – Erik Gustaf Boström, szwedzki polityk, premier Szwecji (ur. 1842)
- 1908 – Harriet Hosmer, amerykańska rzeźbiarka (ur. 1830)
- 1910 – Boson I de Talleyrand-Périgord, francuski arystokrata, dandys (ur. 1832)
- 1911 – Isidre Nonell, hiszpański malarz (ur. 1872)
- 1912:
  - Afonso Celso de Assis Figueiredo, brazylijski arystokrata, polityk (ur. 1836)
  - Osborne Reynolds, irlandzki inżynier (ur. 1842)
- 1913:
  - Petyr Danczow, bułgarski prawnik, wykładowca akademicki, polityk (ur. 1857)
  - John Joseph Hogan, amerykański duchowny katolicki, biskup St. Joseph i Kansas City (ur. 1829)
  - Melania Rajchmanowa, polska publicystka, feministka pochodzenia żydowskiego (ur. 1857)
- 1914:
  - Jadwiga Janczewska, polska malarka (ur. 1889)
  - Franciszek Longchamps de Bérier, polski pionier przemysłu naftowego, uczestnik powstania styczniowego (ur. 1840)
- 1915:
  - Franz Dittrich, niemiecki duchowny i teolog katolicki, wykładowca akademicki (ur. 1839)
  - Stanisław Ponikło, polski internista, wykładowca akademicki (ur. 1854)
  - Fulcran Vigouroux, francuski duchowny katolicki, biblista, filozof, wykładowca akademicki (ur. 1837)
- 1917 – Ludomir Cieński, polski ziemianin, polityk (ur. 1922)
- 1918:
  - William H. Workman, austro-węgierski komandor podporucznik (ur. 1877)
  - Juliusz Leo, polski ekonomista, prawnik, polityk, prezydent Krakowa (ur. 1861)
  - William H. Workman, amerykański przedsiębiorca, polityk, burmistrz Los Angeles (ur. 1839)
- 1919:
  - John Condon, brytyjski bokser (ur. 1889)
  - Robert Dorr, niemiecki archeolog, matematyk, historyk, wykładowca akademicki (ur. 1835)
  - Kurt Eisner, niemiecki polityk socjaldemokratyczny (ur. 1867)
- 1920 – Władimir Makowski, rosyjski malarz (ur. 1846)
- 1921 – Michał Koy, polski adwokat, działacz społeczny (ur. 1853)
- 1922 – Łukasz Przybylski, polski weteran powstania listopadowego i styczniowego, zesłaniec (ur. 1814)
- 1923:
  - Nikołaj Bibikow, rosyjski generał, polityk, prezydent Warszawy (ur. 1842)
  - Khama III, naczelny wódz plemienia Bamangwato w dzisiejszej Botswanie (ur. ok. 1837)
- 1925 – Józef Kołączkowski, polski lekarz (ur. 1842)
- 1926 – Heike Kamerlingh Onnes, holenderski fizyk, wykładowca akademicki, laureat Nagrody Nobla (ur. 1853)
- 1929 – Fryderyk Jurjewicz, polski hodowca koni, organizator wyścigów konnych (ur. 1869 lub 71)
- 1930 – Ahmad Szah Kadżar, szach Persji (ur. 1898)
- 1931 – Stanisław Kempiński, polski inżynier chemik (ur. 1869)
- 1932 – Adolphe Tanquerey, francuski zakonnik, pisarz (ur. 1854)
- 1934:
  - Augusto Sandino, nikaraguański dowódca partyzancki (ur. 1895)
  - Sydney Smith, australijski polityk (ur. 1856)
- 1936 – Edmund Kłopotowski, polski ekonomista, działacz niepodległościowy i społeczny (ur. 1888)
- 1937 – Stefan Cybulski, polski filolog klasyczny, pedagog, działacz społeczny (ur. 1858)
- 1938:
  - George Ellery Hale, amerykański astronom (ur. 1868)
  - Janina Janecka, polska aktorka (ur. 1893)
- 1939:
  - Ilja Gert, radziecki funkcjonariusz służb specjalnych pochodzenia żydowskiego (ur. 1895)
  - Stefan Offenberg, polski inżynier kolejnictwa, działacz społeczny i niepodległościowy (ur. 1864)
  - Robert Werner, polski plutonowy piechoty (ur. 1898)
- 1941:
  - Frederick Banting, kanadyjski fizjolog, laureat Nagrody Nobla (ur. 1891)
  - Stanisław Bylczyński, polski kapitan pilot (ur. 1889)
  - Noël Lietaer, francuski piłkarz (ur. 1908)
- 1942:
  - Wołodymyr Bahazij, ukraiński polityk (ur. 1902)
  - Heinz Hitler, niemiecki żołnierz, bratanek Adolfa (ur. 1920)
- 1943:
  - Marceli Neyder, polski porucznik pilot (ur. 1918)
  - Bohdan Świderski, polski geolog, wykładowca akademicki (ur. 1892)
- 1944:
  - Celestino Alfonso, hiszpański działacz komunistyczny, uczestnik hiszpańskiej wojny domowej i francuskiego ruchu oporu (ur. 1916)
  - Joseph Boczov, węgierski inżynier chemik, uczestnik hiszpańskiej wojny domowej i francuskiego ruchu oporu (ur. 1905)
  - Anton Delbrück, niemiecki psychiatra (ur. 1862)
  - Rino Della Negra, włoski działacz francuskiego ruchu oporu (ur. 1923)
  - Maurice Fingercwajg, polski działacz francuskiego ruchu oporu pochodzenia żydowskiego (ur. 1923)
  - Spartaco Fontano, włoski uczestnik francuskiego ruchu oporu (ur. 1922)
  - Giacinto Ghia, włoski projektant samochodów (ur. 1887)
  - Léon Goldberg, polski działacz francuskiego ruchu oporu pochodzenia żydowskiego (ur. 1924)
  - Szlama Grzywacz, polski działacz francuskiego ruchu oporu pochodzenia żydowskiego (ur. 1909)
  - Konstantin Leselidze, radziecki generał pułkownik (ur. 1903)
  - Missak Manukian, ormiański działacz komunistyczny, uczestnik francuskiego ruchu oporu (ur. 1906)
  - Marcel Rayman, polski działacz francuskiego ruchu oporu pochodzenia żydowskiego (ur. 1923)
  - Ferenc Szisz, węgierski kierowca wyścigowy (ur. 1873)
- 1945:
  - Leonhard Adelt, niemiecki księgarz, pisarz, dziennikarz (ur. 1881)
  - Eric Liddell, brytyjski lekkoatleta, sprinter, misjonarz protestancki (ur. 1902)
  - Karl Patsch, austriacki historyk, slawista, archeolog, wykładowca akademicki (ur. 1865)
- 1946 – Lucien Streel, belgijski pisarz i dziennikarz katolicki (ur. 1911)
- 1947 – Kazimierz Donimirski, polski działacz narodowy i społeczno-oświatowy na Powiślu (ur. 1880)
- 1950 – Frank Keeping, brytyjski kolarz torowy (ur. 1867)
- 1951:
  - Teodora Gulgowska, polska malarka, aktywistka społeczna, animatorka kaszubskiej kultury i sztuki ludowej (ur. 1860)
  - Katarzyna Kobro, polska rzeźbiarka awangardowa pochodzenia niemiecko-rosyjskiego (ur. 1898)
- 1952:
  - Francis Xavier Ford, amerykański duchowny katolicki, wikariusz apostolski Kaying, Sługa Boży (ur. 1892)
  - Josef Pilnáček, czeski historyk, genealog, heraldyk (ur. 1883)
- 1953 – Kazimierz Belina-Brzozowski, polski major pilot obserwator (ur. 1895)
- 1954:
  - William K. Howard, amerykański reżyser, scenarzysta i producent filmowy (ur. 1899)
  - Augustin Lesage, francuski górnik, malarz (ur. 1876)
- 1955 – Nikołaj Rybinski, rosyjski działacz emigracyjny, pisarz, publicysta, dziennikarz, dramaturg, aktor, reżyser teatralny (ur. 1888)
- 1956:
  - Edwin F. Goldman, amerykański kompozytor pochodzenia żydowskiego (ur. 1878)
  - Jake Guzik, amerykański gangster pochodzenia polsko-żydowskiego (ur. 1886)
  - Antoni Jasiński, polski górnik, działacz komunistyczny (ur. 1900)
  - Edward Stenz, polski geofizyk, wykładowca akademicki (ur. 1897)
- 1958:
  - Henryk Arctowski, polski geograf, geofizyk, podróżnik, polarnik (ur. 1871)
  - Duncan Edwards, angielski piłkarz (ur. 1936)
- 1960:
  - Jacques Becker, francuski aktor, reżyser i scenarzysta filmowy (ur. 1906)
  - Tadeusz Młodkowski, polski historyk, archiwista, polityk, senator RP (ur. 1887)
  - Benno Nehlert, niemiecki adwokat, pisarz, działacz turystyczny (ur. 1881)
- 1961 – Frederick M. Jones, amerykański wynalazca (ur. 1892)
- 1964 – Georg Jacoby, niemiecki reżyser filmowy (ur. 1882)
- 1965 – Malcolm X, amerykański działacz społeczny, przywódca ruchu murzyńskiego (ur. 1925)
- 1966 – Sergio Zardini, włoski farmakolog, laureat Nagrody Nobla (ur. 1898)
- 1967 – Jurij Taricz, białoruski reżyser i scenarzysta filmowy (ur. 1885)
- 1968 – Howard Florey, australijski farmakolog, wykładowca akademicki, laureat Nagrody Nobla (ur. 1898)
- 1970:
  - Edward Ciuksza, polski mandolinista (ur. 1905)
  - Władysław Olearczyk, polski piłkarz, trener (ur. 1898)
  - Peter Tatsuo Doi, japoński duchowny katolicki, arcybiskup Tokio, kardynał (ur. 1892)
- 1971 – Clare Jacobs, amerykański lekkoatleta, tyczkarz (ur. 1886)
- 1972:
  - Bronisława Niżyńska, rosyjska tancerka, choreograf pochodzenia polskiego (ur. 1891)
  - Eugène Tisserant, francuski kardynał (1884)
- 1974:
  - Siergiej Niemcew, radziecki polityk (ur. 1912)
  - Gustaw Przeczek, polski nauczyciel, poeta, prozaik, działacz na Zaolziu (ur. 1913)
- 1975 – Mordechaj-Chajjim Sztern, izraelski polityk (ur. 1914)
- 1977 – John Huxley, amerykański reżyser filmów animowanych (ur. 1914)
- 1978:
  - Mieczysław Kotlarczyk, polski reżyser teatralny, aktor, dramaturg, krytyk literacki (ur. 1908)
  - Mieczysław Żywczyński, polski duchowny katolicki, historyk (ur. 1901)
- 1979 – Waldemar de Brito, brazylijski piłkarz (ur. 1913)
- 1980:
  - Mario Lanzi, włoski lekkoatleta, średniodystansowiec (ur. 1912)
  - Jacek Szarski, polski matematyk, wykładowca akademicki (ur. 1921)
- 1981:
  - Rafaił Sinielnikow, rosyjski anatom, wykładowca akademicki (ur. 1896)
  - Wojciech Wiszniewski, polski aktor, reżyser i scenarzysta filmowy (ur. 1946)
- 1982:
  - Jacek Busz, polski siatkarz, trener (ur. 1922)
  - Gershom Scholem, izraelski filozof, wykładowca akademicki (ur. 1897)
- 1984:
  - Emilio Rodríguez, hiszpański kolarz szosowy (ur. 1923)
  - Mieczysław Stryjewski, polski poeta (ur. 1918)
  - Michaił Szołochow, rosyjski pisarz, laureat Nagrody Nobla (ur. 1905)
  - Ignacy Waniewicz, polski dziennikarz (ur. 1925)
- 1985 – Ina Claire, amerykańska aktorka (ur. 1893)
- 1986:
  - Jan Dorman, polski aktor, reżyser, dyrektor teatru, pedagog, plastyk, pisarz (ur. 1912)
  - Tadeusz Skowroński, polski dyplomata, publicysta (ur. 1896)
- 1987:
  - Petro Hryhorenko, radziecki dysydent (ur. 1907)
  - Me’ir Ja’ari, izraelski polityk (ur. 1897)
- 1989:
  - Xəlil Məmmədov, radziecki wojskowy, polityk (ur. 1916)
  - Mosze Unna, izraelski polityk (ur. 1902)
- 1990:
  - Aleksandr Langfang, radziecki generał porucznik, funkcjonariusz służb specjalnych (ur. 1907)
  - Christian Lente, francuski kolarz szosowy i torowy (ur. 1912)
- 1991:
  - Dorothy Auchterlonie, brytyjsko-australijska pisarka (ur. 1915)
  - Margot Fonteyn, brytyjska tancerka, primabalerina (ur. 1919)
  - Heżar, kurdyjski poeta, prozaik, tłumacz (ur. 1921)
  - Ryszard Jędrak, polski inżynier architekt (ur. 1927)
  - Włodzimierz Kuryłowicz, polski mikrobiolog, wykładowca akademicki (ur. 1910)
- 1992 – Wsiewołod Rywż, radziecki pułkownik (ur. 1907)
- 1993:
  - Neonilla Kilar-Krzywiecka, polska aktorka, reżyserka teatralna (ur. 1906)
  - Wacław Kopisto, polski kapitan piechoty, cichociemny (ur. 1911)
  - Inge Lehmann, duńska geofizyk, sejsmolog, wykładowczyni akademicka (ur. 1888)
  - Eddy Tiel, holenderski hokeista na trawie (ur. 1926)
  - Dick White, brytyjski funkcjonariusz służb specjalnych (ur. 1906)
- 1994:
  - Jewgienij Bielajew, rosyjski śpiewak operowy (tenor) (ur. 1926)
  - Johannes Steinhoff, niemiecki pilot wojskowy, as myśliwski (ur. 1913)
- 1995:
  - István Bárány, węgierski pływak (ur. 1907)
  - Robert Bolt, brytyjski dramaturg, scenarzysta filmowy (ur. 1924)
  - Bjarne Henning-Jensen, duński reżyser filmowy (ur. 1908)
  - Jerzy Feliks Szymański, polski podpułkownik dyplomowany kawalerii, cichociemny (ur. 1909)
  - Juhan Viiding, estoński poeta, aktor (ur. 1948)
- 1996 – Morton Gould, amerykański kompozytor, dyrygent, aranżer, pianista (ur. 1913)
- 1997 – Josef Posipal, niemiecki piłkarz (ur. 1927)
- 1998 – Sven-Ivar Seldinger, szwedzki radiolog (ur. 1921)
- 1999:
  - Gertrude Elion, amerykańska lekarz, farmakolog, laureatka Nagrody Nobla (ur. 1918)
  - Hideo Itokawa, japoński inżynier (ur. 1912)
  - Ilmari Juutilainen, fiński pilot wojskowy, as myśliwski (ur. 1914)
  - Wilmer Mizell, amerykański baseballista, polityk (ur. 1930)
  - Stanisław Mrozowski, polski fizyk, wykładowca akademicki (ur. 1902)
- 2000:
  - Halina Auderska, polska pisarka (ur. 1904)
  - Krystyna Pawlaczyk-Baśkiewicz, polska wokalistka, członkini zespołu Filipinki (ur. 1945)
  - Maria Żmigrodzka, polska historyk literatury (ur. 1922)
- 2001:
  - José Lebrún Moratinos, wenezuelski duchowny katolicki, arcybiskup Caracas, kardynał (ur. 1919)
  - Philip Sandblom, szwedzki lekarz, naukowiec, żeglarz sportowy (ur. 1903)
- 2002 – John Thaw, brytyjski aktor (ur. 1942)
- 2003:
  - Karel Kosík, czeski filozof marksistowski (ur. 1926)
  - Nora Ney, polska aktorka (ur. 1906)
  - Eddie Thomson, szkocki piłkarz, trener (ur. 1947)
- 2004:
  - John Charles, walijski piłkarz (ur. 1931)
  - Les Gray, brytyjski wokalista, członek zespołu Mud (ur. 1946)
  - Irina Press, rosyjska lekkoatletka, płotkarka i pięcioboistka (ur. 1939)
  - Ludmiła Sziszowa, rosyjska florecistka (ur. 1940)
- 2005:
  - Zdzisław Beksiński, polski malarz, rzeźbiarz, fotografik (ur. 1929)
  - Guillermo Cabrera Infante, kubański prozaik, eseista, scenarzysta, tłumacz, krytyk filmowy (ur. 1929)
  - Robert Głębocki, polski polityk (ur. 1940)
  - Ołeksandr Zinowjew, ukraiński kolarz szosowy (ur. 1961)
- 2006:
  - Giennadij Ajgi, czuwaski poeta (ur. 1934)
  - Mirko Marjanović, serbski polityk, premier Serbii (ur. 1937)
- 2007 – Ignacy Antoni II Hayek, syryjski duchowny katolicki, patriarcha Antiochii (ur. 1910)
- 2008:
  - Paul-Louis Carrière, francuski duchowny katolicki, biskup Laval (ur. 1908)
  - Maria Jaczynowska, polska historyk (ur. 1928)
  - Emmanuel Sanon, haitański piłkarz (ur. 1951)
  - Sufi Abu Talib, egipski polityk (ur. 1925)
  - Krzysztof Wydrzycki, polski dziennikarz motoryzacyjny (ur. 1963)
- 2010:
  - Jakub Bargiełowski, polski pilot wojskowy, as myśliwski (ur. 1921)
  - Jacek Karpiński, polski inżynier elektronik, informatyk (ur. 1927)
- 2011:
  - Bernard Nathanson, amerykański profesor nauk medycznych, działacz ruchów pro-life pochodzenia żydowskiego (ur. 1926)
  - Jerzy Nowosielski, polski malarz, rysownik, scenograf (ur. 1923)
  - Marina Trumić, bośniacka pisarka, poetka, dramatopisarka, dziennikarka pochodzenia chorwackiego (ur. 1939)
- 2013:
  - Norbert Dorsey, amerykański duchowny katolicki, biskup Orlando (ur. 1929)
  - Aleksiej German, rosyjski aktor, reżyser i scenarzysta filmowy (ur. 1938)
  - Hasse Jeppson, szwedzki piłkarz (ur. 1925)
  - Waldemar Michna, polski naukowiec, polityk (ur. 1929)
  - Bruce Millan, brytyjski polityk (ur. 1927)
  - Jurij Szulatycki, ukraiński piłkarz, trener (ur. 1942)
- 2014:
  - Tony Crook, brytyjski kierowca wyścigowy (ur. 1920)
  - Franciszek Dębski, polski pedagog, działacz harcerski, instruktor zuchowy (ur. 1927)
- 2015:
  - Luca Ronconi, włoski reżyser teatralny (ur. 1933)
  - Roman Skrzypczak, polski związkowiec, polityk, senator RP (ur. 1950)
  - Clark Terry, amerykański trębacz jazzowy (ur. 1920)
- 2016:
  - Piotr Grudziński, polski gitarzysta, kompozytor, członek zespołu Riverside (ur. 1975)
  - Roman Haber, polski koszykarz, trener, działacz sportowy (ur. 1951)
  - Adrian Małecki, polski koszykarz (ur. 1976)
- 2017:
  - Kenneth Arrow, amerykański ekonomista, laureat Nagrody Banku Szwecji im. Alfreda Nobla w dziedzinie ekonomii (ur. 1921)
  - Desmond Connell, irlandzki duchowny katolicki, arcybiskup Dublina, kardynał (ur. 1926)
  - Bengt Gustavsson, szwedzki piłkarz (ur. 1928)
  - Mirosław Hrynkiewicz, polski pieśniarz, kompozytor, autor tekstów, architekt (ur. 1945)
  - Jolanta Klimowicz, polska dziennikarka, publicystka (ur. 1930)
  - Stanisław Skrowaczewski, polski kompozytor, dyrygent (ur. 1923)
- 2018:
  - Emma Chambers, brytyjska aktorka (ur. 1964)
  - Paweł Fidala, polski operator filmowy (ur. 1965)
  - Billy Graham, amerykański ewangelista przebudzeniowy, teolog, antropolog, publicysta (ur. 1918)
  - Ján Kuciak, słowacki dziennikarz śledczy (ur. 1990)
  - Ren Ōsugi, japoński aktor (ur. 1951)
- 2019:
  - Bernard Berg, luksemburski związkowiec, polityk (ur. 1931)
  - Franciszek Cybula, polski duchowny katolicki, kapelan prezydenta RP (ur. 1940)
  - Anna Dmoszyńska, polska specjalistka chorób wewnętrznych, hematologii i transplantologii klinicznej (ur. 1942)
  - Stanley Donen, amerykański reżyser filmowy (ur. 1924)
  - Alojzy Orszulik, polski duchowny katolicki, biskup pomocniczy siedlecki, biskup łowicki (ur. 1928)
  - Józefa Słupiańska, polska szarytka, uczestniczka powstania warszawskiego (ur. 1912)
  - Hilde Zadek, niemiecka śpiewaczka (sopran) (ur. 1917)
- 2020:
  - Michel Charasse, francuski prawnik, polityk, minister do spraw budżetu (ur. 1941)
  - Lucjan Czubiński, polski generał dywizji, prawnik, naczelny prokurator wojskowy, prokurator generalny PRL (ur. 1930)
  - Kacper Derczyński, polski piłkarz (ur. 1980)
  - Kazimierz Korbel, polski fizyk, profesor nauk technicznych (ur. 1927)
  - Ilídio Leandro, portugalski duchowny katolicki, biskup Viseu (ur. 1950)
  - Dymitr Szatyłowicz, białoruski poeta, tłumacz (ur. 1926)
- 2021:
  - Arthur Cook, amerykański strzelec sportowy (ur. 1928)
  - André Dufraisse, francuski kolarz przełajowy i szosowy (ur. 1926)
  - Jan Lityński, polski matematyk, działacz opozycji antykomunistycznej, polityk, poseł na Sejm RP (ur. 1946)
  - Zlatko Saračević, chorwacki piłkarz ręczny (ur. 1961)
- 2022:
  - Miguel Gallardo, hiszpański rysownik, autor komiksów (ur. 1955)
  - Jewgienij Kozłowskij, rosyjski geolog, polityk, minister geologii (ur. 1929)
  - Abdul Waheed Khan, pakistański hokeista na trawie (ur. 1936)
- 2023:
  - Amancio Amaro, hiszpański piłkarz (ur. 1939)
  - Mimika Luca, albańska aktorka, tancerka (ur. 1937)
  - Ołeh Mudrak, ukraiński major (ur. 1987)
  - Marian Skubacz, polski zapaśnik (ur. 1958)
- 2024:
  - Stepan Chmara, ukraiński polityk, dysydent (ur. 1937)
  - Magdalena Cwenówna, polska aktorka (ur. 1954)
  - Roger Guillemin, francuski endokrynolog, laureat Nagrody Nobla w dziedzinie fizjologii lub medycyny (ur. 1924)
  - Tomasz Komenda, polska ofiara pomyłki sądowej (ur. 1977)
  - Micheline Presle, francuska aktorka (ur. 1922)
- 2025:
  - Yvonne Curtet, francuska lekkoatletka, skoczkini w dal (ur. 1920)
  - Tadeusz Grabowski, polski artysta ludowy, lutnik, poeta, kompozytor, muzyk, śpiewak (ur. 1921)
  - Roman Ulbrich, polski inżynier ochrony środowiska, profesor nauk technicznych (ur. 1952)